# 스레브레니차 집단학살
스레브레니차 집단 학살(보스니아어: Genocid u Srebrenici) 또는 스레브레니차-제파 집단 학살은 1995년 7월 일어나 8,753명의 사망자를 낳은 학살 사건이다. 보스니아 내전 중에 터진 이 사건으로 보스니아 헤르체고비나의 스레브레니차 지역에 살고 있던 25,000~30,000명의 보스니아인들은 라트코 믈라디치 장군 휘하의 스르프스카 공화국 군대에 의해 인종 청소의 일환으로 학살당했다. 스르프스카 공화국 군 외에도, 1991년까지 세르비아 내무부의 일부로 공식적으로 활동했던 준군사조직 스코르피오니 도 이 사건에 개입했다. 당시 유엔은 스레브레니차를 유엔 보호 안전 지역으로 선포한 상태였고, 400명의 무장한 네덜란드 평화군이 주둔 중이었음에도 학살을 막지 못했다.
스레브레니차 집단 학살은 제2차 세계 대전 이후 유럽에서 가장 규모가 큰 집단 학살이었다. 2004년 헤이그에 있는 구유고슬라비아 국제형사재판소(ICTY)는 스레브레니차 집단 학살은 명백한 집단 학살이라는 판결을 내렸다. 당시 재판장 시어도어 메론의 판결문은 다음과 같다.
보스니아의 이슬람 교도를 제거하기 위해서 보스니아에 주둔하던 세르비아군이 보스니아인들을 집단 살해했다. 세르비아군은 보스니아 이슬람 교도 중에서도 가장 대표적인 집단이라 할 수 있던 스레브레니차 내 이슬람 교도 4만 명을 숙청하고자 하였다. 이들은 군인과 민간인, 성인과 어린이를 가리지 않고 남성 포로들의 개인 소유물과 신원서를 강제로 빼앗았으며, 고의적으로 그들의 종교적 정체성만을 근거로 삼아 학살하였다.

2007년 2월 국제사법재판소(ICJ)는 스레브레니차에서 벌어진 사건이 계획적 집단 학살이었다고 발표하며 ICTY의 판결을 재확인했다. ICJ는 또 세르비아가 “인종 대량 학살을 방지할 의무를 저버렸”으며, 집단 학살 관계자들을 ICTY로 송환하는데 협조할 것을 요구하였다. ICTY가 기소한 라트코 믈라디치는 2011년 5월 26일까지 체포되지 않았고 세르비아나 스르프스카 공화국에 있는 것으로 추측되었다. 그러나, 2011년 5월 26일 세르비아의 보리스 타디치 대통령이 체포했음을 밝혔다.
학살당한 이들은 대부분 남자와 10대 소년들이었으나, 이외에도 15세 미만의 소년, 65세 이상의 남자도 피해자에 포함되었으며, 아기까지 학살당했다는 보고도 있다. 보스니아 실종자 관련 연방위원회가 보고한 실종 및 학살된 사람들의 임시 리스트에는 8,373명의 이름이 실려있으며, 그 중 약 500명이 18세 미만이었고, 여자들도 수 십명이나 기록되어있다. 2010년 3월까지, 6,414명의 집단 학살 희생자가 DNA 분석으로 신원이 확인되었고 피해자 중 3,647명이 스레브레니차 집단 학살 기념 센터에 묻혔다.

## 배경

### 동부 보스니아 곳곳의 충돌

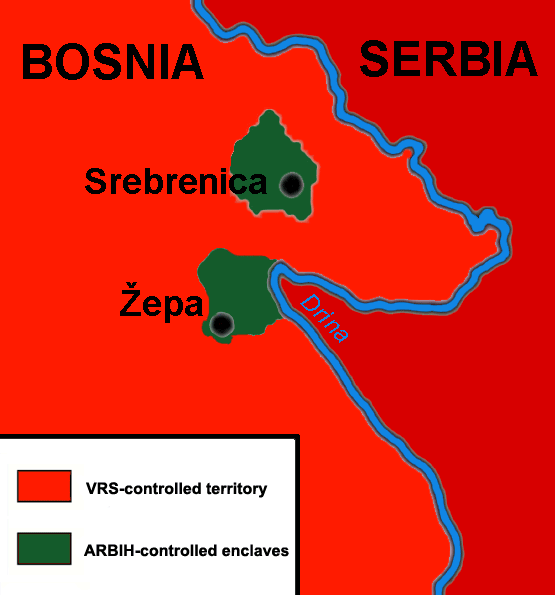
1994년의 스레브레니차 지역 상황. 초록은 보스니아, 빨강은 세르비아계가 장악한 지역이다.

1991년 10월 15일 유고슬라비아로부터 독립을 선언한 후, 보스니아-헤르체고비나 공화국은 1992년 4월 6일 유럽 공동체(EC)와 바로 다음날 미국으로부터 국가로서 승인을 받았다. 보스니아 헤르체고비나 내에서는 세 개의 인구 집단, 즉 보스니아인으로 불리는 무슬림, 보스니아 내의 세르비아인과 크로아티아인들 간에 격한 영역 다툼이 일었다. 세르비아와 가까운 보스니아 동부에서는 특히 세르비아인과 보스니아인 간의 갈등이 심했다.
중부 포드린제의 보스니아인들이 거주하던 영역(스레브레니차 주변 지역)은 세르비아인들이 전략적으로 탐냈던 영역으로, 새로운 정치적 영토가 될 스르프스카 공화국의 경계를 공고히 하기 위해 필요한 곳이었다. 이를 위해 그들은 보스니아 동부와 중앙 포드린제의 보스니아인 거주 지역에서 인종 청소를 단행하였다. 이웃 지역인 브라투나츠에서는 보스니아인들이 학살당하거나 스레브레니차로 강제 이주되었으며, 이 과정에서 1,156명이 죽었다. 이외에도 수천명의 보스니아인이 포차(Foča), 즈보르니크(Zvornik), 체르스카(Cerska)와 스나고보(Snagovo)에서 집단 학살당했다.
동부 보스니아 및 세르비아에 집결해있던 세르비아군은 1992년 초 몇 주 간 스레브레니차를 강점한 채 보스니아인들을 죽이고 추방하였다. 1992년 5월, 보스니아 정부군을 이끄는 나세르 오리치가 다시 이 지역을 수복하였다. 이후 다음 해까지, 스레브레니차의 보스니아 정부군은 통제 지역을 늘려갔으며, 1993년 1월에는 남쪽으로 제파(Žepa)까지 서쪽으로는 체르스카까지 수복하였다. 이즈음 스레브레니차 영토는 900 평방 킬로미터에 달했으나, 보스니아 정부의 통제력이 닿지 않는 땅에서 고립되어, ICTY의 말을 인용하자면 “세르비아의 지배를 받는 무방비 상태의 섬”이 되었다. 다음 몇 달 간, 세르비아 군은 콘예비치 폴예(Konjević Polje)와 체르스카를 다시 공격하여 스레브레니차와 제파 사이의 연결고리를 끊었으며, 스레브레니차 영토는 크기가 150 평방 킬로미터로 줄어들었다. 외곽 지역의 보스니아인 주민들은 계속 스레브레니차로 모여들어 인구 수는 5~6만으로 뛰어올랐다. 프랑스의 필리페 모리용 장군은 유엔 보호군(UNPROFOR)의 사령관이 되어 1993년 3월 스레브레니차를 방문하였다. 그 당시 스레브레니차는 초만원 상태로 이미 공위 상태에 빠져있었다. 세르비아 군이 마을의 수도공급원을 파괴한 후로 수돗물도 거의 나오지 않았으며, 전기는 임시 발전기가 있어야 했고, 음식과 의약품 등 다른 생필품의 부족도 심각하였다. 모리용 장군은 주민들에게 이 마을은 UN의 보호 하에 있으며 자신은 절대 주민들을 버리지 않겠다고 말하였다.
1993년 3~4월에 수천명의 보스니아인들이 유엔 난민 고등 판무관 사무소(UNHCR)의 도움으로 스레브레니차에서 구출되었다. 이 작전은 사라예보의 보스니아 정부의 반대에 부딪혔으며, 이는 이후 인종 청소를 돕는 요인이 되었다. 세르비아 고위 관리들은 영토 확장에 계속 집중하였다. 1993년 4월 13일, 세르비아인들은 UNHCR 대표들에게 보스니아인들이 항복하고 스레브레니차를 비우지 않으면 마을을 공격하겠다고 전하였다. 보스니아인들은 항복하기를 거부했다.

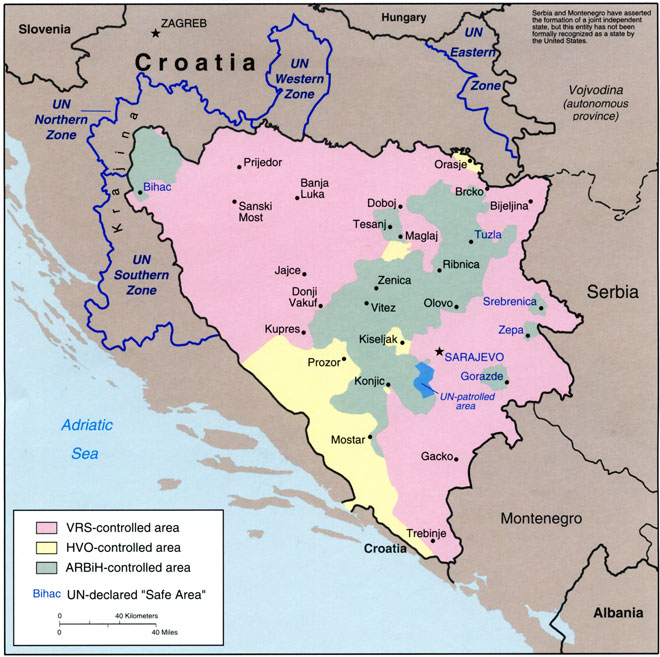
1994년 9월 보스니아-헤르체고비나의 통제 영역; 세르비아 경계 근처에 동부 보스니아 고립 지역이 있음

1993년 4월 16일, 유엔 안전보장이사회는 “모든 세력들은 스레브레니차를 안전 구역으로 간주하며, 무장 공격이나 적대적 행위를 취하지 않는다”라는 내용의 결의안 819호를 통과시켰다. 1993년 4월 18일, UNPROFOR 군의 첫 번째 부대가 스레브레니차에 도착하였다.
스르프스카 공화국 군 드라나 군단 예하 여단에 속한 1,000~2,000명의 군인들이 탱크, 장갑차, 각종 총기와 박격포로 무장하여 스레브레니차를 포위하였다. 당시 그 지역에 있던 보스니아-헤르체고비나 군 (ARBiH)은 28산악사단으로 무기는 물론 군복도 제대로 갖추지 못하는 등, 정비가 제대로 되어있지 않은 상태였다. 토마스 카레만스 중령은 세르비아 군 때문에 탄약이나 장비들, 군인들이 스레브레니차에 들어갈 수 없었다고 ICTY에 증언하였다. 보스니아인들은 세르비아 군의 공격에 힘들어했지만, 세르비아 인들은 보스니아 정부군이 “안전 구역”을 스르프스카 공화국 군 (VRS) 공격을 위한 기지로 사용하고 있으며, UNPROFOR는 이런 협정 위반에 대해 아무런 조치를 취하고 있지 않다고 생각했다. 실제로, 사페르 할릴로비치 장군은 ARBiH 헬리콥터가 비행금지 구역에서 비행하였고, 자신도 28사단에게 탄약을 공급하기 위해 8대의 헬리콥터를 파견했었음을 시인하였다.
1995년 초가 되자, 스레브레니차로 들어오는 지원 호송군은 점점 줄어들었다. 안 그래도 부족했던 민간인들의 자원은 더욱 바닥이 났으며, UN군마저 식량, 약품, 탄약과 연료 등이 부족하여 차를 타고 다닐 수 없을 정도였다. 행여 지역을 잠시 떠났던 네덜란드 대대는 귀환이 불가능하였고, 곧 수가 600명에서 400명으로 줄어들었다. 3~4월, 네덜란드 군은 두 감시탑 “OP Romeo”와 “OP Quebec” 근처의 세르비아 군 수가 늘어났음을 보고하였다. 1995년 3월, 스르프스카 공화국 대통령 라도반 카라지치는, 국제 사회의 종전 압박과 평화 협정을 위한 노력에도 불구하고, 스레브레니차의 VRS 군에게 장기 전략적 작전 명령을 내렸다. “명령 7호”라고 하는 이 명령의 내용은 다음과 같았다:
가능한 빨리 스레브레니차와 제파의 물리적 분리를 서둘러, 두 지역 사이에는 주민 간의 의사 소통도 불가능하게 할 것. 신중히 작전을 설계하여, 스레브니차 거주민들에게 생존의 희망도 느낄 수 없을 정도의 불안한 상황을 제공할 것.

1995년 중순 즈음, 지역 내의 보스니아인 주민들과 군인들의 상황은 처참하였다. 5월에는 명령에 따라 나세르 오리치 부대가 헬리콥터를 타고 투즐라로 떠났으며, 28사단의 통제권은 아래 계급으로 넘어갔다. 6월 말에서 7월 초, 28사단은 스레브레니차 지역 밖으로 나가는 통로를 마련해달라는 요구를 하였으나 실패하였고, 보스니아인 주민들은 계속 굶어 죽어갔다.

### 세르비아의 스레브레니차 장악
세르비아의 공격은 1995년 7월 6일에 시작되었다. 다음날, 스레브레니차 지역 남쪽에 있는 UNPROFOR 감시탑 다섯 개가 하나둘씩 세르비아 군에 의해 쓰러졌다. 공격을 받은 네덜란드 대대 중 일부는 스레브레니차 지역으로 후퇴하였으나, 다른 군인들은 세르비아 군에게 항복하였다. 동시에, 방어를 하고 있던 보스니아군은 맹렬한 공격을 받고 지역에서 밀려났다. 남부 전선이 무너지자, 근처에 거주하던 4000여명의 보스니아 피난민들은 스레브레니차 북부로 도망쳤다.

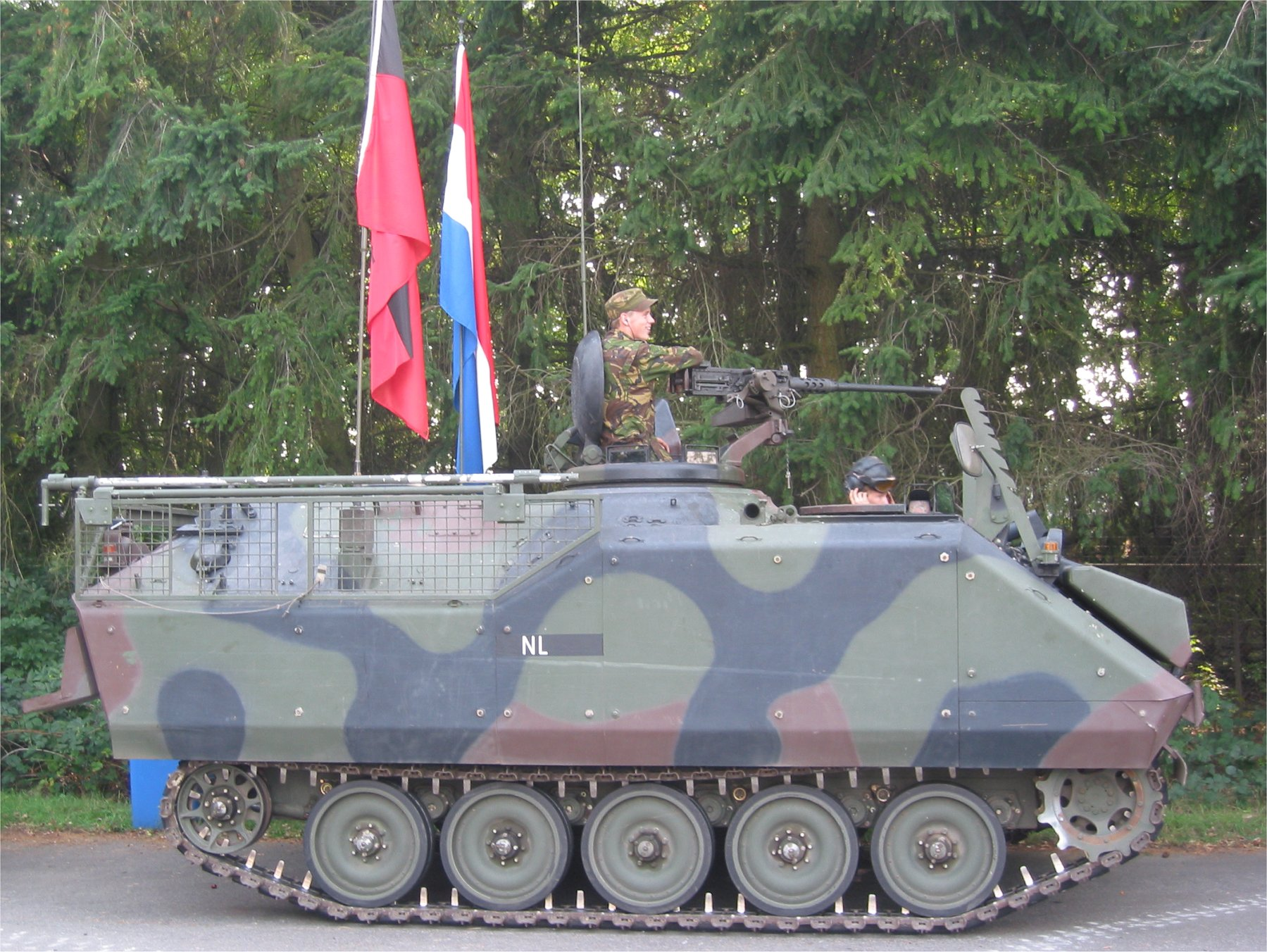
당시에 쓰인 네덜란드 YPR-765

7월 8일, 네덜란드 YPR-765 장갑차가 세르비아의 공격을 받고 후퇴하였다. 보스니아인들은 장갑차가 후퇴하지 말고 계속 방어해줄 것을 주장하였다. 계속 장갑차가 후퇴하자, 어떤 보스니아인은 이를 막으려고 장갑차에 수류탄을 던지기까지 했고, 그 결과 탑승하고 있던 군인이 숨을 거두기도 하였다.
1995년 7월 9일 늦은 시각, 작전의 경과에 만족한 카라지치 대통령은 VRS 드리나 군단에게 스레브레니차 지역을 장악하라는 새로운 명령을 내렸다.
1995년 7월 10일, 스레브레니차의 상황은 긴박하였다. 네덜란드 UNPROFOR 군은 밀려들어오는 세르비아 군을 향해 박격포를 발사하였으나 위협 사격 뿐이었다. 카레만 육군 중령은 NATO에게 공중 지원을 여러 번 부탁하였으나, 1995년 7월 11일 오후 2시 30분 즈음에서야 네덜란드 F-16과 영국 SAS가 찾아와 VRS 탱크를 폭격하였다. NATO는 공습을 이어가려 했으나, 세르비아가 포로로 잡은 네덜란드 군과 프랑스 파일럿을 죽이고, 포토차리와 2~3만 명의 주민들이 살고 있던 지역을 폭격하겠다는 협박을 하자 결국 계획을 중단하였다.
11일 늦은 오후 믈라디치 장군은 지바노비치 장군 (당시 드리나 군단의 사령관), 크르스티치 장군 (당시 부사령관) 등 세르비아 군 장교들과 함께 스레브레니차의 텅빈 거리로 걸음을 내디뎠다. 이 순간은 한 세르비아의 기자에 의해 사진에 담겼다.
UN의 보호를 받고 있던 네덜란드 군은 보스니아인을 보호하지 못한 데에 대해 비판을 받았다. 카레만 육군 중령은 이후 집단 학살의 용의자가 된 라트코 믈라디치와 함께 포토차리의 주민들의 처리에 대해 논하던 중 건배를 하는 장면이 사진에 찍히기도 하였다.

## 집단 학살
라도반 카라지치와 스르프스카 공화국 정치계 고위층이었던 몸칠로 크라지스닉 (Momčilo Krajišnik)은 라트코 믈라디치 장군에게서 집단 학살을 통해서는 원하는 목적을 이룰 수 없다는 경고를 들은 바 있었다.
1995년 7월 11일, 약 2만에서 2만 5천명의 보스니아인 피난민들이 UN의 보호를 받으러 포토차리에 모였다. 이 중 수천 명이 UN 시설에 빽빽하게 들어찼고, 나머지는 이웃 공장과 공터에 흩어졌다. 네덜란드 군 측은 자신들의 기지가 가득 찼었다고 하였다. 네덜란드 대대 장교는 당시의 열악한 상황을 혼란이라고 표현하였다.
1995년 7월 12일, VRS는 피난민들의 집을 불태우기 시작하였다. 낮에는 세르비아 군이 군중을 즉결 처형하곤 하였다. 당시 어떤 목격자는 포토차리의 한 빌딩 뒤편에서 20-30구의 시체를 보았다 하였고, 어떤 목격자는 군중들 한가운데에서 아이를 칼로 학살하는 군인을 보았다고 말하였다. 실제로는 그 지역 내에서 이뤄진 살인의 형태와 규모에 대해서 증언들이 서로 엇갈리고 있다 (100구의 시체를 트럭에 싣는 걸 보았다는 사람도 있다). 어쨌든 군인들은 무자비하게 군중들 중 임의로 사람들을 선택해 학살하곤 하였다. 한편으로 강간을 목격하였다는 증언이 네덜란드 대대에서 나오기도 하였다. 강간 및 학살 사건 소문이 퍼지자 캠프 내의 사람들 사이에서는 공포가 번져갔으며, 목을 매고 자살을 하는 사람도 여럿 생겨났다.
7월 12일 아침부터, 세르비아 군은 포토차리 피난민들 중에서 남자들을 모아 각각 다른 장소로 이동시켰으며, 피난민들이 버스를 타는 도중에, 군인이 될만한 나이의 남자들은 따로 분리되었다. 때때로 어리거나 나이 든 사람들도 끌려나왔다. 이들은 “하얀 집”이라 불린 포토차리의 한 빌딩으로 옮겨졌다. 나머지 사람들은 클라단즈로 갈 예정이라고 하였으나, 그곳에는 아무도 도착하지 않았다. 네덜란드 대대는 골라진 보스니아 인들을 세르비아 인들이 죽였다는 보고받았다. 한 네덜란드 대대 장교의 경우 무장하지 않은 남자를 머리에 총을 쏴 죽이는 세르비아 군인을 보았으며 그 뒤로 한 시간 동안 20-40발의 총성이 들렸다고 한다. 이를 유엔 군감시 요원 (UNMO) 소속 조셉 킹고리 대령에게 보고하자, 그는 그 지역을 살펴보러 나갔다. 그 역시 그곳에 도착할 때쯤 총성을 들었으나, 무슨 일인지 미처 확인하기 전에 세르비아 군이 그를 막아섰다고 한다.
어떤 경우는 처형이 깊은 밤 가로등 아래서 이뤄졌으며, 불도저가 공동 묘지로 시체들을 밀어넣었다. 세르비아 군들은 맘대로 피난민들을 죽이고 고문했으며, 거리가 시체로 넘쳐났고, 사람들은 코, 입술이나 귀가 잘리는 일을 겪었는데 이를 당하기 전에 자살하는 사람도 숱했고, 어른들은 자기 자식이 죽임을 당하는 걸 억지로 지켜봐야했다는 증언도 있었다.
UN과 세르비아 군 사이의 협상 끝에, 대략 25,000명의 스레브레니차 여자들이 강제로 정부 관할 지역으로 이송되었다. 그러나 모든 버스가 한 곳에 모인 것은 아니었다. 한 증인의 증언에 따르면, 그는 포토차리에서 클라단즈로 가는 버스에 몸을 숨겼었는데, 보스니아인 여자들로 가득 찬 버스 중 한 대가 정부 관할 지역이 아닌 다른 곳으로 가는 것을 보았다고 하였다.
1995년 7월 11일, 보스니아인 마을 내에서는 장정들이 모여, ARBiH 제28사단 병력들과 힘을 합쳐 행군 대열을 조직하고 북쪽의 보스니아 영역으로 탈출할 것을 계획하고 있었다.

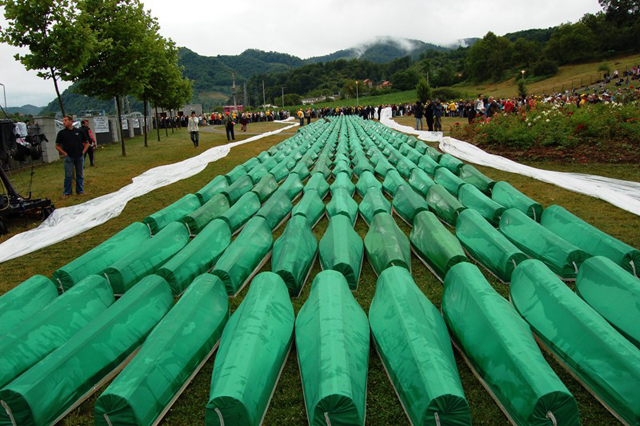
2007년 신원 확인된 265명의 피해자

대략 오후 10시쯤, 사단 사령관은 보스니아 지방 의회 의원들과 함께 대열을 형성하기로 결정하였다. 세르비아의 손아귀에 들어가느니 투즐라로 가는 숲으로 도망치는 것이 살아남을 확률이 더 크다고 본 것이다. 대열은 자글리치의 마을 근처에 집결하여 북쪽으로 가기 시작하였다. 목격자들에 따르면 이후 후퇴해온 대열에는 10,000~15,000명의 사람들이 있었으며, 그 중 5,000명이 28사단의 군인들이었으나, 전부 무장한 건 아니었다 한다. 대열에는 스레브레니차의 정치적 지도자, 의사나 저명한 인사들의 가족들도 섞여있었으며, 여자들, 아이들, 노인들도 소수 있었다.
7월 11일 밤 12시쯤, 대열은 콘예비치 폴예와 브라투나츠 사이로 움직이기 시작했다. 7월 12일, 세르비아 군은 콘예비치 폴예와 노바 카사바 사이에 놓인 투즐라로 가는 아스팔트를 건너던 대열에게 사격을 하였다. 아스팔트를 건넌 것은 1/3 뿐이었다. 대열 뒤편에 있던 사람들 중 이 공격을 살아남은 이들은 이때 일을 ‘인간 사냥’이라 묘사했다.
두 번째로 출발한 무리(700~800명으로 추산)는 크바라크 산을 거쳐 브라투나츠를 통해 세르비아로 도망치거나, 드리나 강을 건너 바이나 바스타를 통해 탈출하려고 하였다. 얼마나 많은 이가 성공했는지는 알려져있지 않다. 세 번째 그룹은 제파로 향했으며, 어쩌면 처음에는 투즐라로 가려고 했을 지도 모른다. 이들의 규모에 대한 추측은 다양해서, 300명이라는 주장부터 850명이라는 주장까지 있다. 덧붙여, 소수의 사람들은 뒤에 남아 세르비아 군과 맞서 싸운 것으로 추정된다. 투즐라까지는 약 55km의 고된 길이었으며, 계절은 태양의 열기가 대단한 한여름이었다. 대부분 이틀치의 식량만 들고 나섰던 관계로, 3일 째부터 식량 부족은 급격해져 나뭇잎, 풀, 달팽이로 연명을 해야했다. 물의 공급원을 찾는 것이 가장 큰 문제였다. 이러한 심한 스트레스로 대열 내에서 유대감은 거의 찾기 힘들었고, 정신적 이상을 보이거나 자살, 혹은 구타, 살인을 일으키는 사람도 있었다. 스레브레니차 사건 중 실종된 사람들 중 적지 않은 수가 이 위험한 여행을 떠난 무리에 속해있었다. 이 대열의 5 km 앞에서는 선발 정찰대가 있었다. 그다음은 50~100명의 정예 군인으로 이루어진 대열로, 가능한 최고의 무기를 갖추고 있었다; 그다음은 제281여단이었다. 나머지 사람들은 어느 정도 거리를 두고 계속 따랐다. 맨 뒤에는 가장 화력이 약한 제282여단이 있었다. 행군에 참여한 스레브레니차 고위 계층은 앞쪽에 있었다. 행군 도중에는 많은 민간인들이 자연스럽게 끼어들었다. 사실 이 행군은 VRS에겐 당황스러운 일이었으며 어느 정도 큰 혼란을 야기하였다. VRS는 사람들이 투즐라가 아닌 포토차리로 갈 것으로 예상했기 때문이다. 세르비아 장군 밀란 그베로는 브리핑에서 대열을 “보스니아 영역으로의 탈출을 위해 그 무엇에도 멈추지 않을 폭력적인 범죄자들”이라 묘사하였다. 드리나 군단과 여러 여단들이 보스니아인들을 잡는 일에 투입되었다.
7월 12일 오후 8시 경, 대열이 카메니카 부근의 계곡에 위치한 아스팔트 도로를 건너려는 순간, 중무장한 세르비아 군이 카메니카 계곡 (북위 44° 19′ 53″ 동경 18° 14′ 5″ / 북위 44.33139°  동경 18.23472° )을 급습하였다. 대열의 무장한 사람들은 반격하였으나 곧 흩어졌다. 생존자들은 당시 적어도 1000명의 보스니아인이 무기를 들고 근접전을 벌였다고 한다. 이 사건에서 수백이 사살되었다고 하며, 대부분은 도망쳤으나 잡히기 직전 자살한 사람도 있었다. 대열을 둘로 나뉘어 앞쪽에 위치한 대략 1/3 정도의 사람들은 행군을 계속한 반면, 뒤에 있던 사람들은 남겨져 스스로의 길을 찾아야했다.
세르비아 군이 퇴로를 차단한 관계로 많은 이들이 카메니카 언덕에서 며칠간 머물렀다. 수천명의 보스니아인이 항복하거나 체포당했다. 훔친 UN 군복을 걸친 세르비아 군인들이나 이미 체포된 보스니아인들이 거짓으로 안전을 보장하여 피난민들을 꾀어내는 경우가 빈번하였다. 또, 민간인 복장을 한 VRS 일원이 카메니카에 머무르던 대열에 침투하였다는 얘기도 있다. 산디치 근처, 브라투나츠에서 콘예비치 폴예로 가는 큰길에서, 한 증인은 세르비아 군이 산에 있는 보스니아인들을 꾀는 걸 포로에게 강요하는 걸 보았다고 말하였다. 증인의 형제를 포함하여 200~300명의 사람들이 그 말을 듣고 산에서 내려왔다. 내려온 사람들은 7열로 손을 머리 뒤에 올린 채로 세워졌으며, 곧 모두 처형되었다. VRS는 잡힌 민간인 중 한 명을 풀어주기도 하였는데, 눈알 한쪽이 뽑혀있었고, 귀가 잘려나갔으며 십자가가 이마에 새겨진 채였다고 한다. 대열 중 여자들, 아이들, 노인들은 포토차리 밖으로 여자들과 아이들을 태우고 가던 버스에 타는 것이 허가되었다.
대열 가운데 있던 사람들은 총격전을 피해 11시간 후 카메니카에 도착했으며 그곳에서 부상자를 기다렸다. 에주브 골리치 대장과 독립대대는 부상자를 돕기 위해 발길을 돌렸다. 대열 후방부의 생존자들도 간혹 있었다. 급습의 피해를 거의 받지 않았던 앞쪽 1/3은 자다르 강을 건너 우드르크 산 (북위 44° 16′ 59″ 동경 19° 3′ 6″ / 북위 44.28306°  동경 19.05167° )으로 향했다; 7월 13일 목요일쯤 그들은 산기슭에 도착하였다. 처음에는 300명의 ARBiH 군을 뒤로 보내 체포된 이들을 다시 데려오자는 계획이 있었으나, 대열의 중앙부에 있던 사람들이 콘예비치 폴예의 도로를 건넜다는 얘기가 들려오자 계획은 취소되었다. 대략 1,000명의 사람들이 그날밤 우드르크에 도착하였다.
우드르크에서부터 대열은 드린야카 강, 그리고 벨야 글라바 산을 향해 멈춤 없이 전진하였다. 7월 14일 벨야 글라바 산에 도착한 대열은 세르비아 군의 존재를 감지하고 산을 우회한 후 잠시 대기하였다. 7월 14일 저녁 마르치치에 도착한 대열은 다시 한 번 스나고보 근처에서 대공포, 탱크 등으로 무장해있던 세르비아 군들에게 공격당하였다. 드제마일 베치로비치 중령의 말에 따르면, 대열은 급습 속에서도 살아남아 VRS 소령 조란 얀코비치를 잡는 성과를 올렸다고 한다. 이를 이용해 벌어진 협상 결과, VRS와는 휴전이 이루어졌으나, 지역 세르비아 군과의 협상은 결렬되었다. 하지만, 급습에서 살아남은 결과 대열의 사기가 오른 것은 물론이고, 여러 무기와 보급품 역시 손에 넣을 수 있었다.
7월 15일 저녁에는 제2군단과 제28사단 간의 첫 무선 접선이 이루어졌다. 이는 VRS에서 뺏어온 모토롤라 워키토키를 이용한 것이었다. 아침 일찍, 대열은 즈보르니크와 카파르데를 잇는 아스팔트를 건너 플라닌치로 향했으며, 길을 잃은 이들을 위해 100~200명의 무장한 인원이 뒤에 남았다. 그날 대열은 크리제비치에 도착했으며, 지역 세르비아 군대와 무사 통과 문제를 놓고 협상을 벌였다. 협상 결과 대열은 무사 통과 준비를 위해 잠시 기다려달라는 답을 얻어냈다. 하지만 곧 이는 대열에게 한 번 더 공격을 가하기 위한 재정비 시간이었고, 곧 마르치치-크르니 지역에 VRS와 경찰 500명이 대열을 공격하기 위해 도착하였다. 이 시점에서, 대열은 100~200명으로 이루어진 작은 무리를 여럿 조직해 앞길을 답사하였다. 이른 오후, 제2군단과 제28사단은 포토카니 마을에서 직접 만났다. 처음으로 보스니아 지역에 닿은 사람들은 스레브레니차의 지역 간부들이었다. 발코비차 (북위 44° 27′  동경 18° 58′  / 북위 44.450°  동경 18.967° )에는 보스니아로 가기 전 마지막 VRS 군 주둔지가 있었다. VRS 초병선은 실제로는 두 개였는데, 하나는 제 2군단과 마주보는 투즐라 쪽 전선이었고, 다른 하나는 제 28사단과 마주보는 전선이었다. 7월 16일 대략 오전 5시쯤, VRS 군을 뚫으려는 시도가 제 2군단에서 처음 있었다. 이는 팔로그와 레스니크 마을로 가는 통로를 만들려는 작전이었다. 이 작전에는 나세르 오리치와 그의 부하들도 참여하였다. 7월 15일 저녁 많은 우박이 내려 세르비아 군은 대부분 자리를 피한 상태였다. 대열의 선봉대는 이를 이용해 발코비차에서 세르비아 후방 전선을 공격하였다. 전투가 일어나는 동안, 대열의 주축 그룹이 크리제비치에서 움직이기 시작하였다. 그들은 전투가 일어나는 곳에 7월 16일 새벽 3시쯤에 도착하였으며, 마침 선봉대가 즈보르니크 여단의 전선을 뚫는데 성공한 참이었다. 그렇게 하여 대열은 마침내 보스니아 영역에 당도하였으며, 거기서 BiH 부대와 7월 16일 오후 1~2시에 접선하였다.
보스니아 영역에 대열이 도착한 것을 직접 본 것은 몇 명의 기자 뿐이었다. 언론은 대열을 ‘유령 부대’라고 묘사했는데, 이는 누더기를 걸치고 굶주림에 지쳐있었던 그들을 가리킨 것이었다. 몇몇은 속옷만 입은 상태였고, 몇몇은 발에 난 상처를 누더기나 비닐봉지로 싸맨 채 신발 없이 걷고 있었으며, 몇몇은 맞춤형 들것에 실려있었다. 몇몇은 엄청난 스트레스를 겪은 결과 섬망, 환각 증상을 보였다. 한 군인은 발코비차에 도착하자마자 제멋대로 총을 쏘아대기 시작하였으며, 더 큰 피해를 막기 위해 죽임을 당하였다. 보스니아-헤르체고비나 군병원에서는 대열을 위해 진정제를 대량 처방하였다. 생존자들은 UN에 대해 거의 적대적인 태도를 띄고 있었는데, 이는 UN이 “안전 지역” 보호에 실패했다는 생각 때문이었다. 이런 적개심은 ARBiH 제2군단에게로도 향해, ARBiH 관할 영역에서 대열 일원들에 의해 많은 사고가 터졌다. 예를 들면, 제28사단의 한 저격수가 제2군단 사령관을 사격한 일이 있었다. 이 일로 헌병 경호원 두 명 중 한 명이 숨졌으며, 나머지 한 명이 저격수를 제거하였다. 긴장감은 날로 고조되어, 제2군단의 장교들은 군복의 기장을 떼 자신이 제2군단이란 걸 숨기고 다니곤 하였다. 제28사단이 스레브레니차에서 겪은 일을 생각해보면 이런 적대감은 놀라운 것이 아니었다.
4일 전 스레브레니차를 떠난 사람 중 7월 16일 투즐라에 도착한 사람은 3000~4000명 정도 뿐이었다. 이는 대략 1/3이었으며, 대부분은 군인이었다. 남은 보스니아인들은 학살당하거나, 체포당하거나, 세르비아 전선 사이에 발이 묶였다. 여행이 계속될수록, 많은 사람들이 뒤쳐져 길을 잃거나 근처 스레브레니차 지대로 발길을 돌렸으며, 제파로 가려는 시도도 있었다. 어떤 이는 선봉대의 흔적 혹은 시체들을 따라 계속 전진하기도 하였다. 투즐라에 도착하는 데 걸린 시간 역시 다양하였다; 몇 달이 걸려 보스니아에 다다른 사람들도 드물게 있었다. 대열의 무장한 사람들이 지나간 후 세르비아 군은 통로를 폐쇄하고 다시 대열 인원들을 ‘사냥’하기 시작하였다. 7월 16일, 포부제의 숲에 숨어있는 피난민들이 2000명에 달했으며, 더 많은 사람들이 다른 곳에 흩어져있었다.
공식적으로 세르비아 측이 집단 학살 계획 및 실행을 인정한 것은 2004년 6월, 스레브레니차 위원회의 예비 보고서가 발표된 이후였다. 이 문서에는 집단 학살이 계획되었다고 명시되어있다. 34개의 희생자 명단을 종합한 끝에, 위원회는 7800명 이상이 학살당했다고 발표하였다. 세르비아 군은 징병 연령에 해당하는 보스니아인 남자를 모두 잡으려 하였다. 징병 연령에 해당하지 않는 이들도 몇몇 잡혔다. 이 작전은 매우 치밀하게 계획되었다. 여자들과 아이들을 수송하는 버스 역시 수색되었다.
왜 이러한 제거 작전이 이루어졌는가에 대한 답은 명확치 않다. 라디슬라프 크르스티치의 ICTY 재판에서, 검사 측의 군사 고문 리차드 버틀러는 이 사건으로 인해 세르비아 군은 매우 유용한 협상 조건 하나를 잃었음을 지적하였다. 즉 포토차리의 남자들을 포로로 삼고 스레브레니차의 UN군은 그대로 두는 것이 더욱 효과가 있었을 것이라는 얘기다. 이런 이유로, 집단 학살 사건의 동기는 군사적 측면에서 설명하기 어려운 과제로 남아있다.
스르프스카 공화국 군은 7월 13일, 브라투나츠-콘예비치 폴예 도로에서 가장 많은 수의 포로를 포획하였다. 포로들은 산디치, 크라비차의 농업 창고, 콘예비치 폴예의 학교, 노바 카사바의 축구장, 루크의 마을 학교 등에 모였다. 이들은 우선 수색을 당한 후 더 작은 그룹으로 쪼개졌다. 조란 페트로비치 기자가 제작한 비디오에선, 한 세르비아 군인이 인터뷰에서 도로에서 항복한 이들이 3~4000명이 된다고 얘기를 한다. 7월 13일 늦은 오후 도청한 무선 통화에서 포로의 총 수는 6000명으로 늘어났다; 이는 네덜란드 대대의 프랑켄 소령이 세르비아 군의 라디슬라프 얀코비치 장군에게 들은 얘기와 같다.
포토차리 밖으로 여자들을 이송시키는 작업이 끝난 지 한 시간 후, 드리나 군단 장교들은 남자들이 타고 있는 버스의 행선지를 바꾸었다. 이송 작전을 위해 7월 12일 버스를 대기시켰던 크르스마노비치 장군은 산디치에 모인 남자들을 따로 모을 것을 명령하였으며, 그들을 지키고 있던 군인들은 건초더미에 소유물을 던지게 하고, 그중 값나가는 것은 직접 넘길 것을 명령하였다. 오후 동안, 산디치에 있는 그룹을 찾은 믈라디치는 그들에게 피해가 가지 않을 것이며, 전쟁 포로 대접을 받아 이후 포로 교환에 쓰일 것이고, 가족들은 안전하게 투즐라로 호송되었다고 말하였다. 남자들 중 몇몇은 다른 지역으로 호송되었으며, 몇몇은 크라비차의 창고로 걸어갔다. 노바 카사바에서도 비슷한 일이 일어났다.

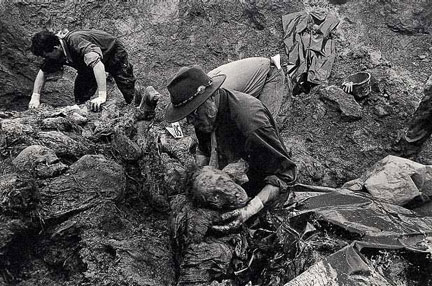
1996년 발견된 매장된 보스니아인.

브라투나츠로 옮겨진 이들은 대열에서 체포된 보스니아인들과 만났다. 이후 이 포로들은 여기서 거의 대부분 학살되었다. 어떤 경우는 한 사람 씩, 혹은 작은 그룹으로, 혹은 임시로 머물던 장소에서 학살되었다. 하지만 대부분은 치밀하게 계획된 집단 처형의 형태로 학살당했으며, 이는 1995년 7월 13일 스레브레니차 북쪽부터 시작된 일이었다.
집단 처형은 정교한 패턴으로 이루어졌다. 우선 남자들은 빈 학교나 창고로 끌려갔다. 그곳에서 몇 시간을 머무른 후, 그들은 처형 장소로 버스나 트럭을 타고 실려갔다. 처형 장소는 일반적으로 고립된 장소였다. 포로들은 비무장 상태였으며, 저항을 최소화하기 위해 안대를 씌우거나 손을 뒤로 묶고 신발을 벗기는 등의 조치가 이루어졌다. 처형 장소에 도착 후, 사람들은 소그룹으로 나뉘어, 줄을 선 채로 총살당했다. 처음 총격에 살아남은 이들은 추가 사격으로 사살되었다.
7월 13일 야다르 강에서는 오전부터 소규모의 처형이 이루어졌다. 17명의 남자들이 버스로 실려와 야다르 강가에 도착하여 사살당했다. 한 명은 엉덩이에 총을 맞은 후, 강으로 뛰어들어 탈출에 성공하였다.
첫 대규모 집단 처형은 7월 13일 오후 콘예비치 폴예의 서쪽에 위치한 체르스카 강 계곡에서 이루어졌다. 나무 사이에 숨은 한 목격자는, 두세대의 트럭과 장갑차, 불도저가 체르스카로 가는 곳을 보았으며, 이후 30분 동안 총성이 들렸고 장갑차가 홀로 돌아오는 것을 보았다고 한다. UN 통역가인 무하메드 두라코비치는 이날 길가에 나있는 하수구에 버려진 사체들을 보았으며, 그 중 몇몇은 살아있었다고 말하였다.
항공 사진과 발굴을 통해 이 지역 근처에 집단 매장터가 발견되었다. 현장에서는 탄약 카트리지도 발견되었으며, 사망자들이 도로 한쪽에 줄을 선 후, 총살당했음을 알 수 있었다. 총 150구 정도 되는 시체들은 쓰러진 곳에서 흙이 덮어졌다. 모두 남성이었으며, 14~50세 정도였고, 3명을 제외하고는 모두 민간인 옷을 입고 있었다. 많은 이들이 등 뒤로 손이 묶여있었다. 이 중 9명이 신원 확인되었으며, 이들은 모두 스레브레니차에서 실종된 사람들 명단에 속해있었다.
7월 13일 오후 늦은 시각, 크라비차 농업 협동조합의 창고에서 처형이 이루어졌다. 산디치 근처 평야에서 잡힌 1000~1500명의 남자들이 끌려와 산디치 초원에 격리되었다. 이후 그들은 크라비차로 옮겨졌다. 한 증인은 200명 정도의 남자들이 허리까지 옷을 벗고 손을 공중으로 올린 채, 강제로 크라비차로 달리고 있었다고 한다. 오후 2시쯤에 찍힌 항공 사진을 보면 헛간 앞에 서있는 두 대의 버스가 보인다.
오후 6시쯤, 모든 남자들이 창고에 모이자, VRS 군인들은 수류탄을 던지고, 로켓 추진형 수류탄까지 동원하여 창고를 공격하였다. 소문에 따르면 크라비차에서의 처형은 비교적 우발적인 것으로, 한 창고의 문이 열리자 즉각적으로 시작되었다고 한다.
크라비차와 산디치 근처에서 가장 많은 사람들이 학살당한 것으로 보인다. 창고 처형 전에도, 산디치 근처에서는 200~300명의 사람들이 집결된 후 기관총으로 총살당하였다. 몇몇 사망자는 칼로 죽임을 당해 신체 일부가 절단되어있기도 하였다. 시체들은 브라투나츠로 실려가거나 도로 근처에 흐르는 강에 던져졌다. 한 목격자는 이 모든 것이 7월 14일에 일어났다고 하였다. 크라비차 농장 헛간에서 벌어진 집단 살인에서 살아남은 사람은 세 사람이었다.
도망치려고 창문 밖으로 기어나가던 사람들 역시 무장 군인들에게 사살되었다. 사격이 다 멈추자, 창고 안은 시체로 가득 찼다. 생존자의 증언에 따르면, 다음날 군인들이 목숨이 붙어있는 사람들을 수색하는 작업을 펼쳤다고 한다. 이 작업에서 발견된 몇몇 생존자들은 강제로 세르비아 노래를 부른 후 총살당했다. 마지막 한 사람까지 죽은 이후엔, 불도저가 시체들을 헛간 밖으로 밀어냈다; 바깥 아스팔트는 물호스로 청소되었으나, 96년 9월까지도 그곳에는 증거물이 남아있었다.
크라비차 창고에서 수집된 머리카락, 피, 폭탄 잔해물 등은 처형이 이루어졌음을 강하게 뒷받침해주었다. ICTY 검사측의 법의학자들은, 당시 글로고바 2라고 이름 붙여져있던 139명이 집단 매장된 무덤과 크라비차에서의 처형 사이의 관련점을 찾아냈다. 젤레니 야다르 5라고 불린 집단 매장터에는 145구의 시체가 있었으며, 대부분 화상을 입은 상태였다. 이후 공개된 매장터 글로고바 1에서는 벽돌 조각, 창문 틀 등이 발견되어 역시 크라비차와 관계가 있음을 보여주었다. 이 매장터에는 191구의 시체가 들어있었다.
포토차리에서 클라단즈로 향하던 버스는, 티스차에 멈춰 수색되었고, 보스니아인 남성들은 강제로 내리게 되었다. 여기서 남성들은 군인들의 인도 하에 이미 많은 포로들이 갇혀있던 근처의 학교로 갔다. 여기서 몇 명이 손이 뒤로 묶인 채로 트럭에 실렸다. 트럭은 가다 멈추었고, 이 순간 군인들이 트럭 뒤로 다가와 총격을 가하였다. 생존자들은 트럭에서 도망친 후 숲에 숨어 살아남을 수 있었다.
브라투나츠의 포로들 중 일부는 오라호바크의 그르바브치 학교로 1995년 7월 14일 아침 일찍 실려갔다. 학교 체육관은 포로들로 곧 가득 찼다. 증언에 따르면 그곳엔 대략 2,000~2,500명 정도의 사람들이 모여있었으며, 어린이와 노인도 있었다고 하였으나, ICTY 측은 이것은 과장이고 실제로는 1000명쯤이었을 거라고 추정하였다. 몇몇 포로들은 바깥으로 끌려나가 학살당했다. 믈라디치 장군이 어느 시점에 등장하여 포로들에게 "너네 정부는 너희를 원하지 않으니, 내가 직접 처리를 맡게 되었다."라고 말하였다는 증언도 있었다.
체육관 내의 포로들은 몇 시간 동안의 억류 후 작은 그룹으로 나뉘어 그날 오후 처형장으로 끌려가 처형당했다; 첫 총격에서 살아남은 사람들은 추가 사격으로 학살당했다. 한 생존자는, 믈라디치가 차를 타고 와서 처형 현장을 지켜보았다고 말하였다.
감식반의 조사 결과 생존자들의 증언을 지지하는 중요 증거가 발견되었다. 공중 및 위성 사진에서는 7월 5일에서 7월 27일 사이에 오라호바크의 공터에서 어떤 사건이 벌어졌음을 보여준다. 두 개의 집단 매장터가 그 지역에서 발견되었으며, 조사관들은 이를 라제테 1, 라제테 2라고 이름 붙였다.
라제테 1 매장터는 138구의 시체가 발견되었으며, 이 중 130구는 남자로 확인되었다 (8구는 성별 확인 불가능). 당시 스레브레니차의 실종 명단에 실려있던 23명은 신원 확인된 시체 중에 있었다. 라제테 2 매장터의 경우 2000년까지 발굴이 이루어졌으며, 발견된 243구의 시체는 전부 남자였고 대부분이 총상으로 숨진 것으로 확인되었다. 또한, 147구는 안대가 씌워져있었다.
정밀 검사를 통해 일부 시체들은 호드지치 로드 3, 4, 5라고 명명된 두 번째 매장터에 옮겨져 묻힌 것으로 확인되었다. 공중 사진을 통해 이 무덤은 9월 7일에서 10월 2일 사이에 만들어졌음을 밝혀냈으며, 이들 모두 1998년에 발굴되었다.
1995년 7월 14일~15일, 1500~2000명 정도 되는 포로들이 브라투나츠에서 페트코비치에 있는 학교로 옮겨졌다. 페트코비치 학교에 억류된 포로들의 경우 환경이 그라바브치 학교보다 더욱 나빴다. 날씨는 더웠고, 사람들은 빽빽이 들어찼을 뿐만 아니라 음식물도 제공되지 않았다. 어떤 포로들의 경우는 자신의 오줌을 마신 사람도 있다. 때때로, 군인들이 들어와 포로들을 구타하거나, 밖으로 부르곤 하였다. 몇몇 포로들은 탈출을 시도할 생각을 하였으나, 다른 이들은 적십자가 이 상황을 보고 있을 것이며, 자신들을 다 죽일 수 있을리는 없으니 남아있는 쪽이 더 나을 것이라 말하였다.
사람들은 작은 그룹으로 나뉘었으며 7월 14일 밤, 페트코비치의 댐으로 옮겨졌다. 처형장에 도착한 이들은 끌려나와 줄을 선 채로 총에 맞았다. 몇몇은 물을 달라고 부탁하였으나 무시당하였다.
여기서는 두 명의 생존자가 있었으며, 이들은 불도저가 시체들을 치우는 것을 목격하였다. 어떤 생존자는 처형장으로 가는 길에 안대 틈사이로 믈라디치가 현장으로 가는 것을 보았다고 말하였다.
공중 촬영 감식 결과 페트코비치 댐 근처의 토양이 파헤쳐진 흔적이 있었으며, 1995년 9월 7일에서 27일 사이 한 번 더 파헤쳐진 것으로 드러났다. 여기에 있던 무덤은 1998년 4월 발굴되었는데, 시체가 43구 밖에 되지 않았다. 나머지 시체는 리플리예 2로 1995년 10월 2일 전에 옮겨졌다. 여기서 적어도 191구의 나머지 시체들이 발견되었다.
1995년 7월 14일, 브라투나츠의 포로들은 즈보르니크 북쪽에 있는 필리카 마을의 학교를 향해 버스로 수송되었다. 이곳 역시 환경이 열악해 열사병과 탈수로 사망하는 이들이 있었다. 그들은 이틀밤 동안 필리카 학교에 묶여있다가 브란예보 군수 농장으로 옮겨져 총살당했다.
당시 VRS 제10 사보타주 파견대의 일원이었던 드라첸 에르데모비치는 집단 처형에 협조, 적어도 70명의 보스니아인을 죽였다고 시인했다. 이에 대해, 생존자 중 한 명은 그 날을 이렇게 떠올린다:
사격이 시작되었을 때, 난 몸을 땅으로 던졌었다.... 한 사람은 내 머리 위로 쓰러졌다. 아마 그는 그 자리에서 즉사했던 것 같다. 뜨거운 피가 내 위로 쏟아져내리는 걸 느낄 수 있었다.... 도움을 구걸하는 사람의 목소리가 들렸다. 그는 자신을 어서 죽여달라고 부탁하고 있었다. 그들은 이렇게 말할 뿐이었다 “일단 고통스러워하게 놔둬. 나중에 죽이지 뭐.”— 증인 Q

에르데모비치는 희생자 중 한 명만이 민간인 옷을 입고 있었으며, 탈출하려고 했던 한 사람을 제외하면 저항은 없었다고 하였다. 가끔은 처형인들은 더욱 극악해져서, 스레브레니차에서 보았던 얼굴이 있으면, 죽이기 전에 두들겨 패고 모욕을 주곤 하였다. 1000~1200명이 이 날 처형장에서 죽었다.
1995년 7월 17일에 브란예보 군수 농장을 촬영한 공중 사진을 보면 농장 근처 평야에 널려있는 수많은 시체들이 보이며, 평야에서 시체들을 모으는 기계의 모습도 보인다.
에르데모비치는 돔 쿨투라 클럽에서도 보스니아인들에 대한 대대적인 처형이 있었다는 것을 암시하는 증언을 한 바 있다. 돔 쿨투라에서 무슨 일이 일어났는지 아는 사람은 아무도 없다. 하지만 1년여가 흐른 후에도, 이곳에서 일어난 잔혹 행위의 흔적은 그대로 남아있었다. 혈흔, 머리카락과 신체 조직들이 빌딩 내에서 발견되었으며, 탄피, 탄창 등도 두 층에 걸쳐 여기저기 널려있었다. 증거물로부터 폭탄과 기관총이 사용되었음을 유추할 수 있었다. 무대 아래에서 시체와 개인 소유물들이 발견되었으며, 핏방울이 무대 위에서 떨어졌다.
브란예보 군수 농장 처형에서 살아남은 세 명의 생존자 중 두 명은 지역 보스니아 세르비아 경찰에게 체포되어 바트코비치의 전쟁 포로 집합소로 보내졌다. 이들은 그곳에서 이런저런 역경을 겪었으나 결국 살아남아 재판에 증인으로 참석할 수 있었다.
찬차리 12번 도로에는 브란예보 군수 농장의 집단 매장터에 묻혀있던 시체 중 적어도 174구가 다시 옮겨져 묻혔다. 43구는 온전한 신체의 형태를 갖추고 있었으며, 대부분 총상으로 사망한 것으로 결론지어졌다. 313개의 다양한 신체 부위가 발견되었는데, 이중 145개는 치명적인 총상을 포함하고 있었다.
코즐룩에서 처형이 일어난 정확한 날짜는 알려져있지 않으나, 14일~17일 사이로 추정된다. 이중 코즐룩의 위치 등을 고려했을 때 15일, 16일이 가장 가능성이 높다. 즉, 오라호바크, 페트코비치 댐, 브란예보 등에서 일어난 처형과 비슷한 패턴으로 일어난 것이다. 또다른 증거는 즈보르니크 여단의 포크레인이 7월 16일 코즐룩에서 8시간 있었으며, 그 여단의 트럭이 그 날 오라호바크와 코즐룩 사이를 두 번 오간 일이다. 불도저가 코즐룩에서 7월 18일~19일에 있었던 것도 알려져있다.
항간에는 코즐룩 처형장으로 옮겨진 500여명의 죄수에게 강제로 세르비아 노래를 부르게 했다는 소문도 있었다. 아직 아무 생존자도 등장하지 않았으나, 1999년 조사를 통해 집단 매장터가 코즐룩 근처에서 발견되었다. 이곳은 처형장이면서, 드리나 근처의 장소로 스르프스카 공화국의 경찰팀 드리나 울브즈의 막사를 통과해야 접근할 수 있는 곳이었다. 매장터는 채석장 및 쓰레기 매장터에 만들어져있었다. 조사관들은 실제로 근처 비팅카 병 공장에서 버린 초록색 유리조각들을 많이 발견하였다. 이는 조사관들이 찬차리 길을 따라 있는 두 번째 매장터와의 연관 관계를 확립할 수 있게 하였다.
코즐룩의 매장터는 1995년 9월 27일 전 어느 시점에 재발굴된 듯하나, 그래도 이후 최소 340구 이상의 시체가 발견되었다. 237구는 총상으로 죽은 것이 확연하였다: 83구는 머리에 한 발, 76구는 흉부에 한 발, 72구는 여러 군데의 총상, 5구는 다리에, 1구는 팔에 총상이 있었다. 희생자들의 나이는 8세에서 85세까지였다. 몇몇은 불구 상태였으며, 신체 절단으로 인한 경우도 있었다. 많은 이들이 천이나 나일론 끈 같은 것으로 묶여있었다.
찬차리 길을 따라서는 12개의 집단 매장터가 나왔으며, 찬차리 3번과 12번 도로 옆에 있는 것이 2001년에 자세히 조사되었다. 찬차리 3번 도로는 코즐룩의 매장터와 연관 관계가 있으며, 비팅카 공장 라벨이 붙여진 유리 조각들이 이를 말해준다. 158구의 유해가 발견되었으며, 이중 35구는 형태를 온전히 갖추고 있어 대부분이 총상으로 죽었다는 것을 암시하였다.
1995년 7월 13일, 콘예비치 폴예의 근처에서, 세르비아 군은 수백명의 보스니아인을 처형하였다.
브라투나츠-콘예비치 폴예 도로를 탈출하려고 했던 사람들은 항복할 경우 제네바 협회가 개입할 것이라는 말을 들었다. 브라투나츠에서, 그들은 세르비아 군이 그들을 자그렙으로 호위해간 후 죄수들과 교환할 것이라고 전달받았다. 세르비아 군은 네덜란드 대대로부터 훔친 UN 군복과 UN 차량으로 이들을 안심시키도 하였다. 1995년 7월 17일과 18일, 세르비아 군은 보스니아인 150~200명을 포획하여 대략 절반을 처형하였다.
발코비차의 통로가 닫힌 후에도, 수많은 이들이 보스니아 영역으로 탈출을 시도하였다. 대부분은 VRS 군에게 네주크-발코비차 영역에서 잡혀 즉시 처형되었다. 네주크 근처에서는, 대략 20개의 소그룹이 보스니아 세르비아 군에게 항복하였다. 항복 후, 보스니아 세르비아 군들은 이들을 줄을 세운 후 간결 처형하였다.
예를 들어 7월 19일, 대략 11명으로 이루어진 그룹이 네주크에서 세르비아의 크라지나 제16 여단 (당시 즈보르니크 여단)에 의해 처형되었다. 보고서에 따르면 이후 ARBiH 군으로 이뤄진 13명이 7월 19일 네주크에서 죽임을 당하였다고 한다.
동시에, 대략 200명의 ARBiH 군이 자동 소총 및 사냥용 라이플로 무장한 채 스나고보 근처의 낡은 도로 가까이에 숨어있었다. 아침이 되자 50명 가량의 보스니아인이 판두리카 지역에서 즈보르니크 여단의 전선을 공격, 보스니아 영토에 닿으려 하였다. 즈보르니크 공중 보안 센터는 다음날 두 그룹을 수단과 방법을 가리지 않고 모두 제거할 것을 명령하였다.
라도반 카라디치와 라트코 믈라디치에 대한 ICTY 기소장에 따르면, 7월 20일에서 21일 사이 메세스 근처의 다리에서, 보스니아 세르비아 군은 메가폰을 사용해 보스니아인들에게 항복하면 안전을 보장해주겠다고 선전하였다. 대략 350명이 이를 듣고 항복하였으며, 이중 약 150명은 세르비아 군에 의해 처형되었다.

### 집단 학살 이후
집단 학살이 모두 끝난 이후, 미국 정찰기가 스레브레니차 지역 위를 날아다니면서 사진을 촬영하였다. 사진에는 촌락 주변의 넓은 지역의 토양이 뒤엎어졌다는 증거가 있었는데, 이는 집단 매장의 증거였다.
1995년 7월 22일, 즈보르니크 여단이 데리고 있던 50여명의 포로들은 브라투나츠 병원으로 수송되었다. 어떤 그룹은 비옐이나 근처 바트코비치 캠프로 수송되었으며, 이들은 대부분 얼마간 후 교환되었다. 7월 25일, 즈보르니크 여단은 25명의 ARBiH 군을 추가로 잡아들였다; 그들은 바트코비치의 캠프로 곧바로 끌려갔다. 34명의 ARBiH 군이 다음날 같은 장소로 수송되었다. 즈보르니크 여단은 31일까지 보스니아인 소그룹을 찾아 포획하였다고 보고하였다.
보스니아인들은 류보비야와 바이나 박타에서 세르비아로 건너가는데 성공하였다. 거기서부터 38명이 스르프스카 공화국으로 환송되었다. 몇몇은 바트코비치 캠프로 수송되어 교환되었다. 이외 대부분은 어떻게 되었는지 알려져있지 않다.
1995년 7월 17일까지, 201명의 보스니아군이 제파에 도착하였다; 그들은 매우 지쳐있었으며 대부분 경상을 입은 상태였다. 또다른 500명이 스레브레니차에서 출발, 제파에 7월 28일 도착하였다.
1995년 7월 19일 이후, 작은 보스니아인 그룹이 며칠 몇 달 간 숲에 숨어있으면서, 투즐라에 닿으려고 시도하였다. 이들은 길을 잃은데다 대부분 굶주리고 절박한 상태였다. 7월 23일 즈음, 보스니아 세르비아 군이 이 지역을 탐색할 때 대부분을 죽였다.
한편, VRS는 스레브레니차, 제파, 카메니카, 스나고보 주변에서 시체들을 청소하는 작업을 시작하였다. 여러 노동조합과 시가 이를 지원하였다. 스레브레니차에서는, 사람들이 남기고 간 쓰레기들이 모아지고 소각되었으며, 곳곳이 소독되었다.
대열 중 카메니카를 지나가지 못한 많은 이들은 뒤돌아 제파로 가는 길을 택했다. 나머지는 그 자리에 남아 열 명 이하의 무리로 뿔뿔이 흩어졌다. 몇몇은 혼자, 혹은 둘, 넷, 여섯씩 무리지어 몇 달을 떠돌아다녔다. 길을 아는 이는 거의 없었으며, 전선을 이정표 삼아 계속 나아갔다. 때로는 한 무리가 스레브레니차에서 온 다른 무리와 만나 보스니아인 마을로 향하곤 하였다. 몇몇 보스니아인들은 왔던 길을 되짚어 자신들에게 낯익은 스레브레니차 지역으로 가기로 하였다. 거기서 다시 제파나 투즐라로 갈 작정이었던 것이다. 몇몇은 몇달 간 떠돌은 끝에 겨우 투즐라에 닿았다. 수백명이 제파에 도착하였으나, 1995년 7월 25일 세르비아 군이 제파를 점령한 후 나머지는 세르비아로 다시 길을 떠나야했다. 식량은 세르비아 마을의 평야에 있는 감자와 채소들이었다. 보스니아인들은 이런 식량을 밤에 몰래 따갔기 때문에, 세르비아 주민들은 순찰대를 조직하여 순찰을 시작하였다. 순찰대는 때론 무장을 하기도 하였다. 보스니아인들은 보통 낮에는 자고 밤에 몰래 움직였으며, 이런 일상이 오랫동안 이어졌다.
이러한 여행 도중에 일어난 수많은 일화들이 전해오고 있다. 그 중 가장 유명한 것은 즈보르니크 7이란 이름의 무리이다. 이들은 7명으로 이루어진 그룹으로, 겨울 내내 정복 지역을 떠돌아다니다 여행 9개월 째였던 1996년 5월 10일 미국 IFOR 군에게 발견되었다. 이들은 신체 수색을 받고 가지고 있던 무기를 압수당했다. 이들은 스레브레니차가 정복당한 이후부터 그 근처 지역에 숨어있었다고 증언하였다. IFOR 군 담당자는 이들을 세르비아 경찰에게 넘겼다.
1997년 4월 스르프스카 공화국 지방 법원은 이 그룹 (즈보르니크 7)을 불법총기소지죄로 기소하였으며, 이 중 세 명은 네 명의 세르비아 나무꾼을 학살한 죄를 더불어 물었다. 스르프스카 공화국 TV 뉴스에서는 이들을 스레브레니차의 무슬림 테러리스트라고 보도하였다. 이 재판은 국제 사회로부터 "명백한 정의의 오용"이라는 비난을 받았다. 이후 법정의 결정은 '절차적 이유'로 파기되었다.
1995년 8월부터 11월까지는, 첫 번째 집단 매장터에 묻힌 시체들이 두 번째, 세 번째 매장터로 옮겨졌다. ICTY에서는 "검사 대 블라고예비치와 요키치" 재판을 통해 이런 일이 집단 학살의 증거를 말소하기 위해 벌어졌음을 확인하였다. 또한 이 작전이 VRS 간부들의 명령에 따라 브라투나츠와 즈보르니크 여단의 멤버들이 수행하였음도 드러났다. 시체를 옮기는 과정에서 일부 시체의 훼손이 있었는데, 이는 이후 신원 확인을 더디게 하는 원인이 되었다. 예를 들어, 한 사람의 시체가 30 km 떨어진, 서로 다른 매장터에서 발견된 경우도 있었다. 한편으로, 이러한 작업은 집단 학살이 치밀한 계획 끝에 이루어졌음을 보여주는 또다른 증거이기도 하였다.

### 그리스 의용군 논란
AFP가 보도한 바에 따르면, 십여명의 그리스 의용군이 스레브레니차 집단 학살에 참여하였다고 한다. 이들은 드리나 군단의 예하의 그리스의용근위대(ΕΕΦ)의 병력으로써 선발되었다. 일부는 황금여명단, 그리스 네오나치주의 단체와 관련이 있었고 일부는 용병이었다. 그리스 저널리스트 타키스 미차스가 쓴 책에 의하면, 그리스 국기가 스레브레니차에 게양된 날도 있었다고 한다.
보스니아에 그리스 의용군이 처음 도착한 것은 1993년이었다. 1995년 3월, 그리스의용근위대(GVG)가 라트코 믈라디치 장군의 요청으로 조직되었으며, 곧 정식적인 전투 집단이 되었다. 이들의 활약은 당시 그리스에서 보도되었다. 또한 2002년 네덜란드 NIOD 보고서에서는 GVG가 스레브레니차 정복 이후 그리스 국기를 게양하였단 사실을 언급하였으며 그리스 군을 기리는 비디오 영상, 세르비아 군들의 전화 통화 내용 등을 공개하였다. 그리스 인들이 스레브레니차 집단 학살을 도운 이유는 세르비아 인들이 "그리스 정교 형제"였기 때문이었다.
그리스가 세르비아에게 우호적이라는 것은 세르비아 전쟁이나 당시 그리스 언론의 태도를 보면 명백하게 알 수 있다.
2005년 그리스 의회의원이 조사를 개시하였다. 7월 10일, 163명의 그리스 학술원들, 기자들과 정치운동가들은 밀로셰비치의 권력 아래 그리스 언론이 중립성을 잃었다고 주장하면서, 그리스 정부가 8000명의 피해자들에게 공개적으로 사과할 것과 집단 학살 현장에서 국기를 게양하여 그리스 국기를 모욕한 그리스 '지원자'들을 기소할 것, 그리고 그들 배후에 있었을 '미지의 인물들'을 찾아낼 것을 요구하였다. 아나스타시오스 파팔리고라스 법무 장관은 곧 조사를 시작하였으며, 이 조사는 2010년 6월 현재도 진행 중이다.
2009년 세르비아 편에 섰던 그리스 의용군의 대변인 스타브로스 비탈리스는 책을 통해 그들을 고발한 작가 타키스 미카스를 고소하겠다고 발표하였다. 이 사건은 현재도 재판이 진행 중이다.

## 전쟁의 끝
8월 28일에 있었던 마칼레 집단 학살 이후, NATO 군은 8월 30일부터 9월 20일까지 보스니아-헤르체고비나에 공중 폭격을 퍼부었다. 1995년 11월 이뤄진 데이턴 협정으로 전쟁은 확실하게 끝이 났다.

## 전후 사건들

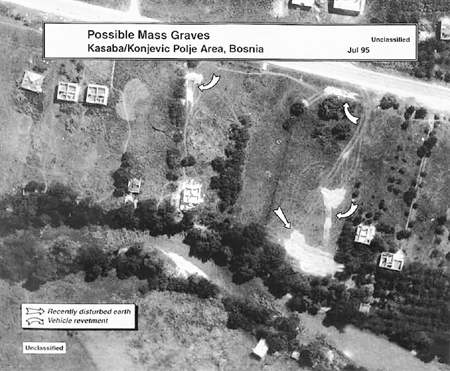
1995년 8월 10일, 스레브레니차 사태가 마무리된지 1개월 후, 마델린 올브라이트는 수천 명의 무슬림 희생자가 노바 카사바 근처의 평야에 묻혔음을 증명하는 사진을 보안의회에서 공개하였다. 전쟁 종결 이후 진행된 발굴 작업에서는 33구의 시체가 발견되었다. 사건 2년 후, 총 400구의 시체가 스레브레니차 근처 20개의 지역에서 발굴되었다.

1995년 11월 16일 "스르프스카 공화국 대통령" 라도반 카라지치와 보스니아 세르비아군의 사령관 라트코 믈라디치는 1995년 7월 보스니아 무슬림 집단 학살을 자행한 죄로 전 유고슬라비아 국제형법재판소에 의해 기소되었다.
1999년 UN 사무총장 코피 아난은 스레브레니차 사건에 대한 보고서를 제출하였다. 이 보고서에서 그는, 안보리에서 "안전 지역"으로 규정지어진 곳에서 비무장 상태의 시민들이 7000여명이나 학살당하는 결과를 낳은 인종 청소 사건은, 국제 사회 전원이 책임져야하는 문제라고 주장하였다.
프랑스 국회의 위원회가 2001년 발표한 보고서에서는 스레브레니차 사건이 "프랑스가 저지른 실패"(un echec de la France)라고 결론지었다. UN 안보리 영구 멤버인 프랑스는 스레브레니차 사태에 대해 큰 책임을 지게 되었다. 1995년 7월 10일 저녁 장비에르 장군이 네덜란드 대대의 공중 지원 요구를 승인하지 않은 것은 큰 실수였다. 게다가 장비에르는 믈라디치 장군을 "과소평가"했다. 그와 프랑스 쉬라크 대통령이 믈라디치 장군에게 공습을 멈춰달라는 요구를 했고 그 대가로 프랑스가 쥐고 있는 인질을 풀어주었다는 루머는 사실이 아니라는 쪽으로 의견이 모아졌다. 흥미롭게도, 보고서 부록에는 이러한 회담이 이루어지지 '않았다는' 증거 역시 존재하지 않는다고 덧붙이고 있다.
스레브레니차 집단 학살은 네덜란드에서 오랜 논란이 되었다. 1996년, 네덜란드 정부는 네덜란드 전쟁기록연구소(NIOD, Nederlands Instituut voor Oorlogsdocumentatie)에 스레브레니차 사건 전후로 일어난 일들을 조사, 보고하라고 하였다. 해당 보고서는 2002년에 출판되었다. 이 보고서는 네덜란드 대대 임무의 준비가 부족했으며 그 결과 성공은 거의 불가능에 가까웠다고 주장하고 있다. NIOD 보고서는 종종 비난에 휘말렸으며, 결국 전쟁평화연구소 (Institute for War and Peace Reporting)에 의해 '논란 대상'으로 규정되었다. 네덜란드 정부는 부분적으로 사건의 책임을 인정하였고, 윔 코크 제2내각은 2002년 사임하였다.
2010년 3월, 전 미군 장군 겸 NATO 고위 관직 존 시한은 "네덜란드인은 군 내의 친목을 위해 여러 노력을 기울였는데, 그 중 동성애를 공인하는 것도 있었다. 이는 네덜란드군이 전쟁에 부적합하게 만들었다"라고 말하였다. 그는 "행크먼 버먼"이란 이름을 언급하며 네덜란드 군 간부들도 자신의 생각에 동의한다고 말하였다 (행크먼 버먼이란 간부는 실제로는 없고, 국방부에 근무하는 헹크 판덴브레이먼을 언급한 것으로 추측된다).. 반 덴 브리먼 장군은 그런 말을 한 것을 부인하면서 시한의 발언을 "말도 안 된다"고 일축하였고, 다른 네덜란드 간부들도 시한의 발언을 모욕적이라 평했다. 시한은 2010년 3월 29일 네덜란드 군 간부에게 공식으로 사과하면서 자신의 발언을 취소하고, 대신 "군을 어떻게 사용할 지 의견이 엇갈리는 정치 체제에서 만든 교전의 규칙"을 작전 실패의 원인으로 들었다.
2002년 9월 스르프스카 공화국 외무부는 ICTY와 함께 스레브레니차 사건에 대한 보고서를 발표하였다. 이 문서는 다르코 트리푸노비치가 작성한 것으로, 결론에서 1800명의 보스니아 무슬림 군인이 전투 중에 죽었으며, 영양 문제로 100명이 추가로 죽었다고 하고 있다. 더불어 국제위기감시기구 (ICG)와 유엔은 이 보고서가 잘못된 정보를 담고 있다며 공식적으로 비판하였다.
2003년 9월 30일, 전 미국 대통령 빌 클린턴은 집단 학살의 희생자를 기리기 위하여 스레브레니차 집단 학살 추모비를 세웠다. 추모비 건립에 쓰인 돈은 600만 달러로, 이 중 100만 달러는 미국 정부가 지원하였다.
2004년, 보스니아-헤르체고비나의 국제 사회 고위 대표 패디 애시다운은 스르프스카 공화국이 위원회를 조직, 사건에 대한 조사를 할 것을 촉구하였다. 위원회는 2004년 10월 보고서를 제출하였으며, 8731명의 실종자와 사망자의 이름이 기재되었다: 이중 7793명은 1995년 7월 10일에서 19일까지의 피해자였다.
위원회의 조사 내용은 세르비아 민족주의자들의 반발에 부딪혔다. 첫 번째 보고서가 세르비아인의 죄를 묻지 않은 반면, 두 번째 보고서에서는 세르비아인의 책임을 명시한 탓이었다. 그러나, 스르프스카 공화국의 대통령 드라간 사비치는 텔레비전 방송을 통해 세르비아인들이 국제법을 어겼으며 수천 명의 민간인을 학살했고, 스레브레니차 사건은 세르비아 역사의 어두운 일면으로 기록될 것이라고 발언하였다.
2004년 11월 10일, 스르프스카 공화국 정부는 공식 사죄 발표를 하였다. 이 발표는 스레브레니차 위원회 보고서를 재검토한 후 이뤄진 것이었다.
2005년 6월 2일 밀로셰비치 재판에서, 스레브레니차 집단 학살에 세르비아의 경찰들이 가담하였다는 사실을 입증하기 위한 비디오 증거물이 제출되었다. 이 영상은 당시 만들어진 20개의 영상 중 유일하게 파괴되지 않고 남은 것으로, 베오그라드 인권법 센터장 나타사 칸디츠가 ICTY에 제출한 것이었다.. 이 비디오 영상에는 그리스 정교 신부가 “슈코르피오니”이라고 알려진 세르비아 군대의 여러 명에게 축복을 내리는 모습이 담겨있다. 이후 이 병사들은 포박된 포로를 데리고 나오는데, 포로들은 민간인 복장을 하고 있고 구타당한 모습이 역력하다; 이 포로들은 이후 16살에서 20대 초로 비교적 어린 나이의 6명으로 밝혀졌다. 그다음은 네 명의 민간인이 처형당해 쓰러져있는 모습이 나온다. 나머지 두 명의 포로는 명령을 받고 이 네 명의 시체를 헛간으로 데려가고, 거기서 두 명도 죽임을 당한다. 이 영상은 세르비아 시민들의 분노를 샀다. 영상이 공개된 후, 세르비아 정부는 영상에 나와있는 군인들을 체포하였다. 또 신문사, 방송국에서는 이 일을 특종으로 다뤘다.. 처형은 사라예보 근처에 있는 슈코르피오니 기지에서 30분쯤 떨어진 트르노보에서, 7월 16~17일에 일어났다.
2007년 4월 10일 베오그라드의 특별 전범재판소는 슈코르피오니의 일원 네 명을 유죄 판결하였으며, 세르비아 내무부의 명령을 받아 처형을 집행하였다는 주장을 기각, 처형을 스레브레니차 집단 학살과 무관한 학살로 다뤘다.
미 하원의회 결의안: 2005년 6월 27일, 미국 하원의회는 스레브레니차 집단 학살 10주년을 맞아 결의안 H. Res. 199을 발표하였다. 이 결의안은 찬성 370표 반대 1표 (62명 기권)라는 압도적인 결과로 통과되었다. 결의안은 슬로보단 밀로셰비치 정권의 지원 하에 세르비아 군대가 보스니아-헤르체고비나에서 전쟁 및 인종 청소를 일으켜 적어도 200만 명의 사람을 죽거나 다치게 하였으며, 이는 집단살해죄의 방지 및 처벌에 관한 조약 제2조에서 정의한 집단 학살에 해당한다고 하였다.
미주리주 결의안: 2005년 7월 6일, 미주리주 의회에서는 스레브레니차를 집단 학살로 규정하는 결의안을 발표하였다.
세인트루이스 시 선언문: 2005년 7월 11일, 세인트루이스 시에서는 세인트루이스 시 내에서 7월 11일을 스레브레니차를 기억하는 날로 규정하는 선언문을 발표하였다.
2005년 7월 6일, 보스니아 세르비아 경찰은 집단 학살 10주년을 기념하는 행사가 있기 며칠전, 추모비 (최소 580명이 묻혀있던 매장터에 세워짐) 근처에서 두 개의 강력한 폭탄을 발견하였다. 당시 행사에는 국제 인사, 외교관 등을 포함해 적어도 5만 명이 참여할 예정이었다.
포토차리에서 열린 10주년 행사에서, UN 사무총장은 “제2차 세계 대전 이후로 유럽에서 일어난 최악의 사건”의 희생자가 된 이들을 위해 묵념하며, 이 날을 “인류의 비인간성을 일깨워주는 우울한” 날이라 말하였다.
그는 이 사건의 잘못은 첫째로 집단 학살을 계획하고 시행한 이들, 이를 지원한 이들, 묵인한 이들에 있지만, UN 역시 비현실적인 비폭력주의에 입각하여 심각한 판단의 실수를 일으킨 바, 책임을 피할 수 없다는 것을 인정하였다.
집단 학살의 주범 라트코 믈라디치와 라도반 카라지치가 아직 잡히지 않았던 당시, 사무총장은 정의를 되찾는 사업이 아직 끝나지 않았음을 느낀다며, 모든 보스니아인들이 진실과 화해를 위해 노력해줄 것을 당부하였다. 또 그는 과거의 범죄를 재확인하는 것 외에도, 다시는 이런 일이 어디에서도 일어나지 않아야함을 분명히 하였다.
마지막으로 그는 보스니아-헤르체고비나 사람들을 돕는 UN 사람들에게 이 지역 사람들이 다시 건실한 경제와 평화로운 미래를 이끌어갈 수 있게 해달라고 부탁하였다.
2005년 10월 4일, 보스니아 세르비아 정부는 집단 학살에 가담한 사람은 25,083명이며, 이중 19,473명이 다양한 보스니아 세르비아 군대에 소속되어 명령을 내리거나 집단 학살에 직접적으로 관여하였다고 밝혔다. 그들은 17,074명의 이름을 밝혀내었다. 또 용의자 중 892명은 여전히 스르프스카 공화국 내에서 어느 정도의 위치를 가지고 있는 사람들이라는 발표도 있었다. 이름은 대중에 공개되지 않았다.

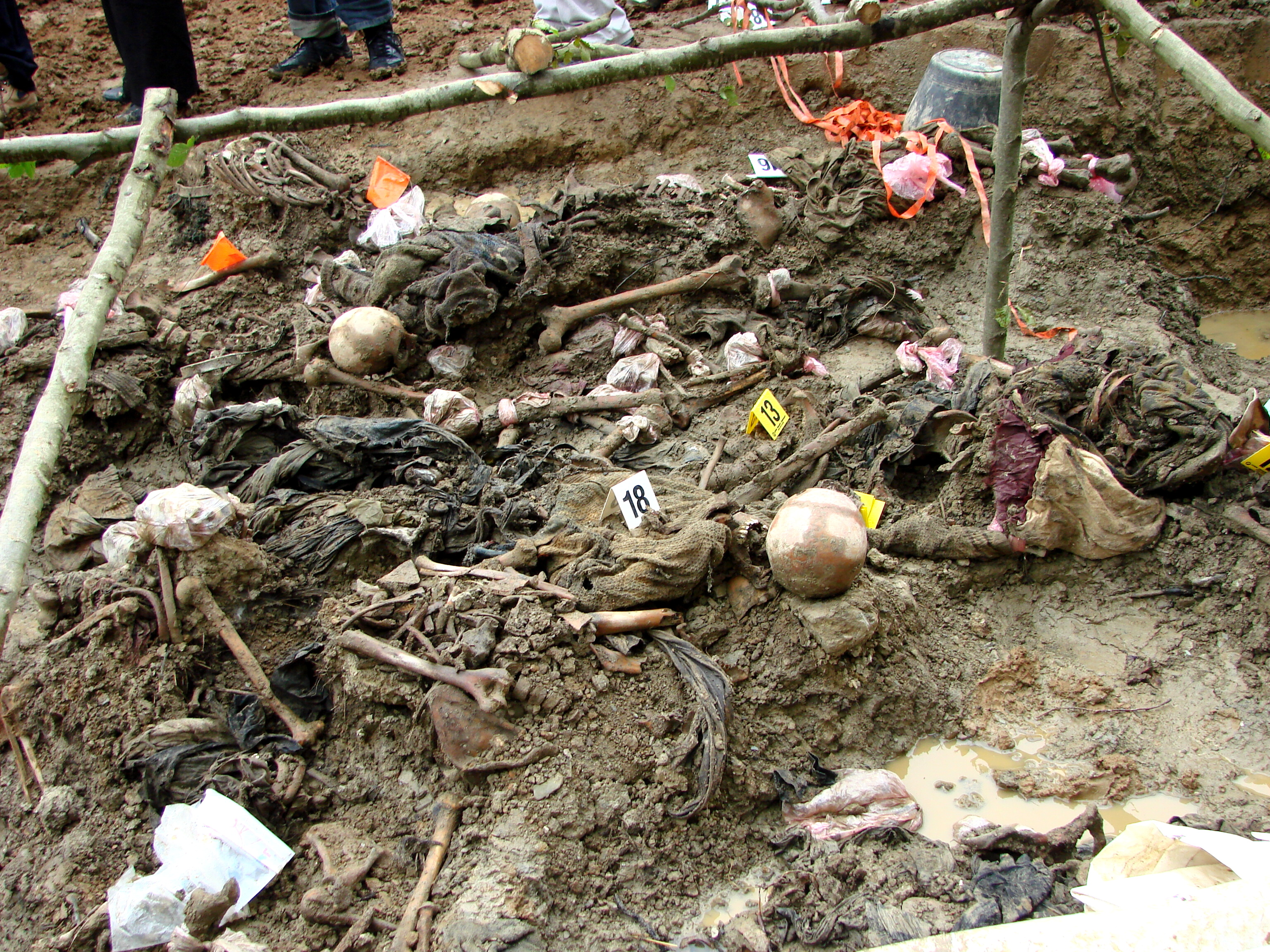
2007년 발굴된 매장터 내 시신들

2006년까지, 42개의 매장터가 스레브레니차 주변에서 발견되었으며, 전문가들은 22개의 매장터가 더 있으리라고 보았다. 시체 중 2070여 구만이 신원이 밝혀졌다. 2006년 8월 11일에는 카메니카에 위치한 매장터 중 한 곳에서는 1000개가 넘는 신체 부위가 발견되었다.
2006년 8월 24일, 사라예보 신문 오슬로보제니에는 미공개였던 스레브레니차 집단 학살 가담자의 이름 중 800여명의 이름을 신문에 실었다. 이들은 어느 정도 정치적 직위를 여전히 가지고 있는 이들이었다.
2006년 12월 네덜란드 정부는 스레브레니차에 주둔하였던 네덜란드 UN 평화유지군에 훈장을 수여하였으며, “어려운 상황에서 그들이 해낸 일은 주목 받아 마땅하다”라는 말을 덧붙였다. 하지만, 생존자들과 희생자의 가족들은 이 일을 “수치스러운 결정”이라고 표현하면서 행사가 열렸던 헤이그 아센과 보스니아의 수도 사라예보에서 시위를 벌였다.
2007년 5월 31일 전 보스니아 세르비아 장군 즈드라브코 톨리미르가 세르비아 경찰에 의해 체포되었으며 ICTY로 이송되었다. 톨리미르는 집단 학살, 집단 학살 공모, 박해, 강제 이주죄를 선고받았다. 재판소 측은 톨리미르에게 스레브레니차와 제파 영역에서 “무슬림 인구를 제거할 목적으로 자행된 대량 범죄”에 가담한 죄를 물었다.
라도반 카라지치는 2008년 7월 21일 (13년의 도주 끝에) 즈드라브코 톨리미르와 비슷한 죄목으로 베오그라드에서 체포되어 베오그라드 전범재판소로 이송되었다. 그가 ICTY로 이송된 것은 2008년 7월 30일이었다. 그는 11개의 집단 학살죄 및 전범죄 혐의를 받았다.
2009년 1월 15일 EU 의회는 556 찬성, 9 반대, 22 기권의 압도적인 결과로 7월 11일을 EU의 스레브레니차 집단 학살 추모일로 정하기로 하였다. 보스니아 세르비아 정치인들은 결의안을 인정하지 않았다.
2010년 3월 말, 세르비아 국회는 스레브레니차 집단 학살을 비판하고, 비극을 막지 못한 데에 대해 공식 사죄하는 결의안을 통과시켰다. 결의안은 250명 중 127명이 찬성하여 가까스로 통과되었다. 몇몇 보스니아인 희생자들의 친족들 역시 사죄문에 ‘집단 학살’이란 단어를 사용하지 않고 오히려 국제사법재판소의 판결을 지적한 데에 대해 불만족스러움을 표하였다. 세르비아 대통령 보리스 타디치는 이 선언문은 애국심의 가장 높은 표현 방식이며 단순한 범죄와 거리를 두는 의미가 있다고 말하였다. 보스니아-헤르체고비나 대통령을 지냈던 보스니아인이자 현 보스니아-헤르체고비나 국회 의장 술레이만 티히치는 이제 보스니아-헤르체고비나도 세르비아와 크로아티아 인을 향한 비슷한 결의안을 내놓아야한다고 발언하였다.
2010년, 스르프스카 공화국의 수상 밀로라드 도디츠는 2004년 보고서에 나와있는 사망자 수가 과장되어있다며 보고서 개정판을 내놓을 것을 주장하였다. 이에 대해 고위대표실은 “스르프스카 공화국 정부는 생존자들에게 감정적인 고문을 가하고, 역사를 고문하여 나라의 대외적 이미지를 깎기보다는 스스로의 발언을 재고하고, 진실과 법적 요구 사항을 고려해 행동할 필요가 있다.”라고 대응하였다.
2010년 7월 11일 스레브레니차 집단 학살 15주기 추모 행사가 스레브레니차 추모 공원에서 열렸다. 스레브레니차 집단 학살의 희생자로 판명된 775명의 시신이 안치되었으며, 세르비아의 보리스 타디치 대통령도 참석했다.

## DNA 분석
DNA 분석 기술을 이용해, 실종자들을 위한 국제 위원회 (ICMP)는 1995년 7월 희생된 사람 중 6186명의 신원을 파악하였다. 신원 파악에는 시체의 뼈 샘플에서 추출된 DNA 정보와 실종자 친족들의 혈액 샘플의 DNA 정보를 비교하는 방법이 사용되었다. 이 작업으로 8100여 명까지 신원을 파악할 수 있을 것으로 추측된다.

## 법적 처리

### 구유고슬라비아 국제형사재판소

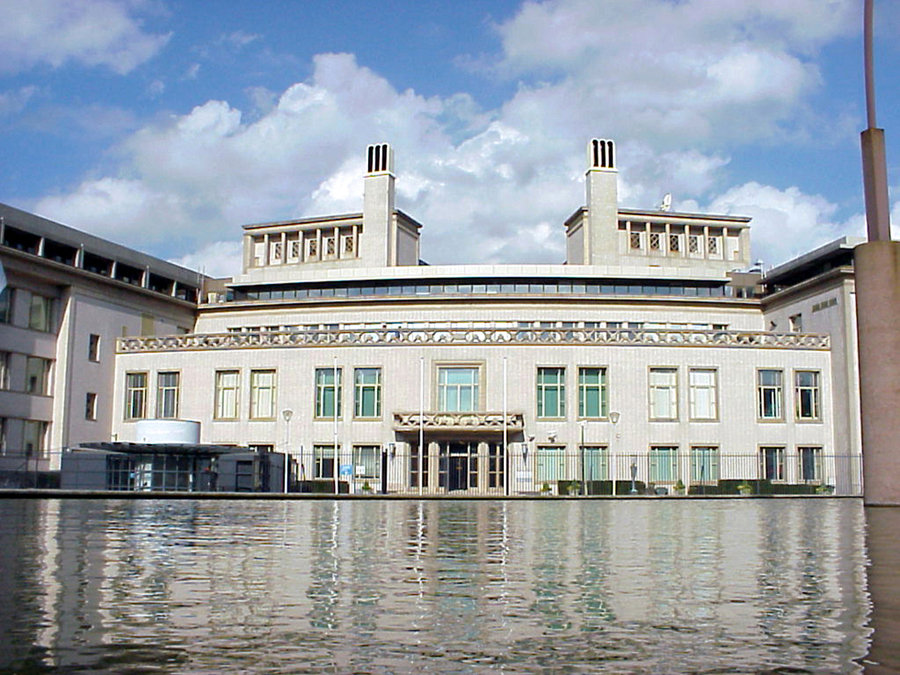
구유고슬라비아 국제형사재판소

우선 스르프스카 공화국군의 두 관료가 구유고슬라비아 국제형사재판소에 의해 스레브레니차 집단 학살에 가담한 죄로 기소당했다. 라트코 믈라디치와 함께 집단 학살을 주도한 크르스티치 장군은 집단 학살에 협조하고 선동한 죄로 유죄 판결이 내려져 35년 형을 선고받았다. 블라고예비치 대령은 비인륜전 행위로 18년형을 선고받았다. ICTY의 최종 판결은 스레브레니차 사건이 계획적 대량 집단 학살 (genocide)이라는 것이었다.
슬로보단 밀로셰비치는 보스니아-헤르체고비나 영역 내에서의 집단 학살 주도 및 협조 혐의로 기소되었으나 2006년 3월 11일 재판이 종결되기 전에 사망하여 처벌을 받지 않았다.
또 ICTY는 7명의 고위 세르비아 군인과 경찰관들을 기소한 바 있으며, 강제 이송은 2006년 7월 14일에 시작하였다. 2010년 6월 10일, 피고들은 여러 죄목으로 유죄 판결이 내려졌다. 대부분의 피고들은 징역형을 받아 최소 5년에서 35년까지 감옥에서 복역하게 되었다.
2007년 5월 31일, 오랜 기간 숨어 지내온 스르프스카 공화국군의 전 장군 즈드라브코 톨리미르가 ICTY 측에 의해 집단 학살죄로 기소되었으며, 보스니아 세르비아 경찰에 의해 체포되어 이송되었다. 톨리미르는 특히 집단 학살이 진행되던 중 화학 무기를 요청한 것과, 제파에 모여있던 피난민들을 공격한 것으로 악명이 높았다. 이외에도 그는 라트코 믈라디치의 정보 및 보안 담당으로, 스레브레니차에서 작전 사령관으로 활동하였다.. 톨리미르의 재판은 2010년 2월 26일 시작하였다; 그는 스스로를 변호하였다.
라도반 카라지치와 라트코 믈라디치는 보스니아-헤르체고비나 내 여러 지역에서 집단 학살을 주도하고 협조한 혐의로 ICTY에 의해 기소되었다. 라도반 카라지치는 2008년 7월 21일 세르비아에서 체포되었고 라트코 믈라디치는 2011년 5월 26일 세르비아에서 체포되었다. 2008년 7월 31일 카라지치가 처음 전범재판소에 출석하였을 때, 그는 탄원서를 내는 것을 거부하였다. 그 이후 재판관들이 그를 대표하여 무죄를 주장하는 탄원서를 작성하여 제출하였다.

### 국제사법재판소
스레브레니차 집단 학살은 국제사법재판소에서 다뤄진 “보스니아인 집단 학살 사건” 중에서도 핵심 사건으로 다뤄졌다. 국제사법재판소는 2007년 2월 26일 최종 판결을 내놓았다. 판결문은 보스니아 내전 중 일어난 집단 학살에 세르비아가 직접적으로 가담했다는 것을 부정하였으나, 스레브레니차 집단 학살을 막지 못한 것과 집단 학살죄를 저지른 이들을 ICTY로 이송하지 못한 것은 베오그라드의 위법 행위가 맞다고 하였다. 국가 보안을 이유로, 세르비아는 슬로보단 밀로셰비치의 재판 중 군사 문서를 대중에 공개하지 않아도 된다는 허가를 ICTY로부터 얻었는데, 국제사법재판소가 ICTY가 얻은 문서들만을 사용하였던 만큼, 이는 국제사법재판소의 판결에 영향을 끼쳤을 것이다. 부장검사실 OTP는 문서를 은폐하기 위해 베오그라드와 비밀리에 계약을 맺었다는 소문을 공식적으로 부인하였다.

### 국가 내 재판

#### 세르비아
2007년 4월 10일, 세르비아 전범 재판소는 준군사조직 슈코르피오니에게 6명의 보스니아인을 처형한 죄를 물어 최대 58년의 징역형을 선고하였다.

#### 보스니아-헤르체고비나
2007년 6월 11일, ICTY는 밀로라드 트르비크 (전 스르프스카 공화국 군 즈보르니크 여단 보안부장)를 사라예보로 이송해 전범재판소에 세워 스레브레니차에서 그가 저지른 죄목을 물었다. 밀로라드 트르비크는 보스니아-헤르체고비나 형법 171조 항에 의거 집단 학살죄로 기소되었으며 재판은 2007년 11월 8일 시작되었다.
미트로비치와 크라비체 등 역시 보스니아-헤르체고비나에서 중요한 사건으로 다뤄졌다. 이들은 1995년 7월 10일부터 19일까지 집단 학살에 가담한 죄로 기소되었다. 2008년 7월 29일, 2년 간의 재판 끝에 재판소는 스레브레니차 집단 학살에서의 행위를 유죄로 보고 7명을 처벌하였다.
2010년 4월 20일, 크로아티아에서는 스르프스카 공화국군 제10특수파견대의 일원인 프랑크 코스를 체포, 집단 학살죄로 기소하였다. 보스니아-헤르체고비나는 그를 체포하기 위해 국제 영장을 발부받은 상태다.
2010년 4월 29일, 미국은 집단 학살 가담이 의심되는 마르코 보스키치를 체포, 보스니아-헤르체고비나로 인도하였다.

#### 네덜란드
현재 두 개의 재판이 헤이그 지방법원에서 진행 중이다.
하나는 “스레브레니차와 제파의 어머니들” 재단 (희생자 친족 6000명이 조직한 단체) 대표 등 11명이 UN과 네덜란드 정부를 고소한 것으로, 이들이 집단 학살을 방지하지 못했으므로 제노사이드 협약 조항을 어긴 것이며, 이에 대한 보상을 해달라고 법적으로 요구하고 있다. 2008년 7월 10일, 법정은 UN을 재판할 권한이 없다는 판결을 내렸으나 네덜란드 정부에 대한 재판은 진행 중이다. UN의 소추 면제에 대해 원고는 항소를 한 상태이다.
두 번째 재판은 전 UN 통역 하산 누하노비치와 스레브레니차에 있던 UN 군에서 일한 전기공 리조 무스타피치의 가족이 원고이다. 누하노비치는 네덜란드 정부에 평화유지 지역에 있었던 네덜란드 군이, 스르프스카 공화국 군이 자신의 가족을 죽이는 것을 막지 못했다는 이유로, 무스타피치의 가족은 같은 상황에서 일어난 무스타피치의 죽음에 대해 보상을 요청하였다. 네덜란드 정부의 책임론은 네덜란드 헌법에 따라 네덜란드 국방부가 주둔 부대의 사실상 명령권을 가지고 있었다는 의견에 기초한 것이다. 2008년 9월 10일, 헤이그 지방 법원은 네덜란드 정부 측의 손을 들어주어, 네덜란드 정부가 책임을 지지 않아도 된다는 판결을 내놓았다. 원고는 다시 항소하겠다는 뜻을 밝힌 바 있다.

## 분석

### 지역 내 보스니아 군의 역할
유엔 총회 제53~54회기에서는 스레브레니차 내의 보스니아군의 역할에 대해 다룬 보고서가 제출되었다. 보고서의 제목은 “총회 결의안 53/35에 준한 사무총장 보고서 - 스레브레니차 함락” 으로, 1995년 11월 15일 제출되었으며 다음과 같은 내용이 있었다:
"보스니아인들이 스레브레니차를 방어하는 노력을 충분히 하지 않았다는 의견에 대해, 이 보고서에 관련하여 상담한 군사 전문가들은 보스니아인이 상대 무장군을 오랫동안 방어할 수 없었을 거라는 데에 대체로 동의하였다.
"많은 이들이 보스니아군들이 세르비아군이 스레브레니차를 함락시키던 날 그곳에서 퇴각한 것을 지적한다. 하지만, 기억해야할 것은 세르비아의 마지막 공격이 있기 전 날 네덜란드 대대 사령관이 보스니아인에게 스레브레니차의 남쪽 - 세르비아가 전진하고 있던 방향 -으로 퇴각하여 방어 태세를 갖출 것을 촉구하였다는 것이다. 이는 그가 NATO 전투기가 곧 세르비아에 대항해 광범위한 공습을 펼칠 것이라 믿었기 때문이다.
"세 번째로 사람들이 지적하는 것은 그들이 안전 지대를 넘어 세르비아를 공격함으로 인해 그들을 먼저 도발했다는 것이다. 이 지적은 세계 여러 문서에서 발견되고 있으나, 실제 이를 지지할 근거는 부족하다. 당시 주둔하던 네덜란드 대대 중 한 명은 보스니아인이 스레브레니차 밖에서 가한 “습격”은 몇 번 뿐이며, 그 중요성 역시 간과할 수 있을 수준이라고 증언하였다. 이 습격들은 세르비아가 구호 단체를 스레브레니차로 들어오지 못하게 한 뒤로 음식을 얻기 위해 일어난 것이었다. 보고서에 관련해 얻은 세르비아 문서에서도 스레브레니차의 보스니아군은 군사적 위협이 되지 않는다고 밝히고 있다. 스레브레니차가 2년 넘게 안전 지대로 선포되어있을 당시 보스니아가 했던 가장 큰 공격은 비스니카 (Višnjica)를 1995년 6월 26일 습격한 것으로, 여러 가옥이 불타고 최대 네 명의 세르비아인이 학살당했으며 대략 100마리의 양이 도난당한 것이다. 반대로, 세르비아인들은 2주 후 스레브레니차를 함락시키면서, 수만 명의 집을 빼앗고, 수천명의 남자를 처형하였다. 세르비아 측은 스레브레니차 밖에서 이뤄진 습격의 범위를 과장하여 전쟁 핵심 목표, 즉 지리적으로 연속적이면서 인종적으로 순수한 영역을 드리나를 따라 만들고, 자신의 군대가 나라 다른 영역에서 싸울 수 있도록 자유롭게 하는 작전을 실행하기 위한 구실로 삼았다."

### 스레브레니차 근처에서 생긴 세르비아 사상자 논란
나세르 오리치가 이끄는 군대가 세르비아에게 적지 않은 타격을 입혔다는 사실은 모든 쪽이 동의하는 바이다. 이 문제에 대한 논란이 2005년, 집단 학살 10주년 때 도마 위에 올랐다. 휴먼 라이츠 워치는, 세르비아 급진당이 무슬림들이 당시 수천명의 세르비아인을 공격하였다는 것을 대대적으로 홍보, 자신들의 범죄의 중요성을 희석시키기 위한 노력을 하였다고 주장하였다. 2005년 7월 6일 기자회견에서 ICTY 검사실은, 세르비아 관료들이 주장한 해당 지역 세르비아 사망자는 1400명에서 3500명으로 증가했다고 지적하면서 이는 현실을 반영하지 않는 숫자라고 주장하였다. 기자 회견에서는 다음과 같은 사실도 언급하였다:
- 스르프스카 공화국 전범 위원회는 브라투나츠, 스레브레니차와 스켈라니에서 생긴 세르비아 희생자 수를 995명으로 잡았다.
- 세르비아인에게 자행된 범죄 조사를 위한 베오그라드 센터의 원장 밀리보예 이바니세비치가 쓴 "우리 무덤의 연대기" (The Chronicle of Our Graves)에서는 1200명 정도로 추산한다.
- 스르프스카 공화국 내무부에서 펴낸 책 "영광스러운 십자가와 황금 자유를 위해" (For the Honourable Cross and Golden Freedom)에서는 브라투나츠, 스레브레니차, 스켈라니에서 생긴 희생자를 641명으로 적고 있다.

이 숫자들 역시 정확도는 떨어진다: 검사실은 이바니세비치의 책에는 1200명 정도의 희생자가 있었다고 나왔으나, 희생자의 개인 정보는 624명의 것만 존재했다고 덧붙였다. 또 사상자 중 얼마나 많은 사람을 “희생자”로 볼 것이냐도 문제다. 왜냐하면 사상자 중 절대 다수가 민간이 아닌 군인이었기 때문이다. 어떤 세르비아 정보통은 353명이 거주하던 마을이 “완벽하게 파괴되었다”고 기술하기도 한다. 실제로는, 스르프스카 공화국 군 자체의 기록을 살펴보면 크라비차 공격에서 46명 (35명 군인, 11명 민간인)의 세르비아인이 사망했다고 나온다. ICTY 검사실의 조사에 따르면 크라비차에서 1월 7~8일 양일간 죽은 세르비아인은 43명으로, 이 중 13명이 민간인이었다. 이에 불구하고, 이 일은 세르비아 측에서는 계속 보스니아군이 자행한 범죄의 대표적인 예로 내세우고 있다. 재판소에서는 크라비차, 실리코비치, 비옐로바츠, 파코비치, 시키리츠 등의 촌락의 파괴와 인명 피해가 재판에 부쳐진 바 있으나, 세르비아 군이 당시 전투에서 화기를 사용하였던 만큼, 피해가 어느 쪽에 의해 일어난 것인지의 증거가 불충분하다는 결론이 내려졌다.
세르비아 사상 기록에 대한 가장 최신 분석은 사라예보의 연구 문서 기록 센터 (Research and Documentation Centre)에서 나왔다. 센터의 조사 결과 브라투나츠에서의 세르비아 사상자 수는 119명의 민간인과 424명의 군인으로 늘어났다. 또 브라투나츠 군사 공동묘지에 묻힌 383명의 세르비아 희생자는 당초 알려졌던 것과 다르게 1/3 이상이 스레브레니차가 아닌 다른 데에서 싸우다 전사한 것으로 밝혀졌다.
세르비아는 아직 1995년 7월의 집단 학살의 원인으로 보스니아인의 ARBiH 습격을 꼽고 있다. 이는 네덜란드에서 발표한 NIOD 보고서에서도 동의하는 바이다. 하지만 이들 보고서에 적힌 세르비아 사상자 수는 신뢰도가 떨어진다. 국제적으로 이 의견은 집단 학살을 정당화하기 위한 노력으로 비춰졌다. ICTY 정책 지원 프로그램은 설령 보스니아군이 스레브레니차 근처 촌락에서 세르비아인을 죽였다고 하더라도, 스레브레니차 사건이 국제법상 보호받을 수 없으며, 이는 군인들이 더 잘 알고 있을 것이라고 지적하였다. 자신들을 공격한 사람과 같은 인종이라고 복수하는 것은 도덕적으로 보호받을 수 없기 때무이다. 감정만으로 1주일만에 특정 지역 내에서 7~8천명을 죽이는 것을 설명할 수는 없다. VRS가 처형의 계획을 치밀하게 세웠다는 증거는 많다: 이는 드라간 오브레노비치가 증언한 내용이기도 하다..
UN 사무총장 보고서는 이러한 의견이 신뢰할만한 증거가 없다고 언급하였다.

## “집단 학살”이란 단어에 대한 반박
ICTY와 국제사법재판소의 판결에도 불구, 스레브레니차 집단 학살에 대해서는 여러 의견이 존재하며, 이들은 사망자 수가 훨씬 과장되었다거나, 대부분이 처형이 아닌 전투에서 사망하였다는 주장을 하고 있다.
스레브레니차 연구 그룹의 보고서 에서는 8000명의 무슬림이 사망하였다는 것은 근거가 없으며 명백히 정치적인 의도가 깃든 주장이라는 의견을 내놓았다. “국제 전략 연구 협회” (ISSA)의 경우는 7000명 사상이라는 주장은 근거가 없으며 크게 과장된 것이라는 공식 입장을 밝혔다. 2005년 7월 에드워드 허먼이 작성한 논문 The Politics of the Srebrenica Massacre에서는 일부 보스니아인만이 처형되었으며 대부분은 전투 중에 죽었고, 매장터에서 발견된 시체 중 일부는 사실 세르비아인이라고 주장하였다. 다이아나 존스톤 역시 비슷한 입장이나, 희생자의 수가 잔학한 행위를 부정할 수 있는 근거가 되지는 않는다고 말하였다. 하지만 그녀는 자신의 논문에서 집단 학살이란 단어를 쓰지 않았다.
매장터 발굴과 매장된 시체들의 신원 파악은 거의 10년이 걸렸으며, 이 때문에 대부분의 세르비아인들은 서구의 사건 해석을 불신하였다. 여기에는 세르비아의 언론도 한몫하였다.

## 같이 보기
- 보스니아 내전
- 집단 학살

## 참고
- 5,000 Muslim Lives for Military Intervention (Dani, Sarajevo, Bosnia-Hercegovina, June 22 1998. Interview with Hakija Meholjic, president of Social Democratic Party for Srebrenica, by Hasan Hadzic)
- Srebrenica Planned in Washington and Sarajevo (Excerpt from Dutch television documentary on Srebrenica. Features interview with Hakija Meholic the Muslim police chief of Srebrenica during the war.)
- The Real Srebrenica Genocide
- Alexander Dorin, Zoran Jovanović. Srebrenica: what really happened
- Srebrenica historical project
- Srebrenica And the Politics of War Crimes 보관됨 2009-04-14 - 웨이백 머신
- Srebrenica "massacre"